# Eurokrise

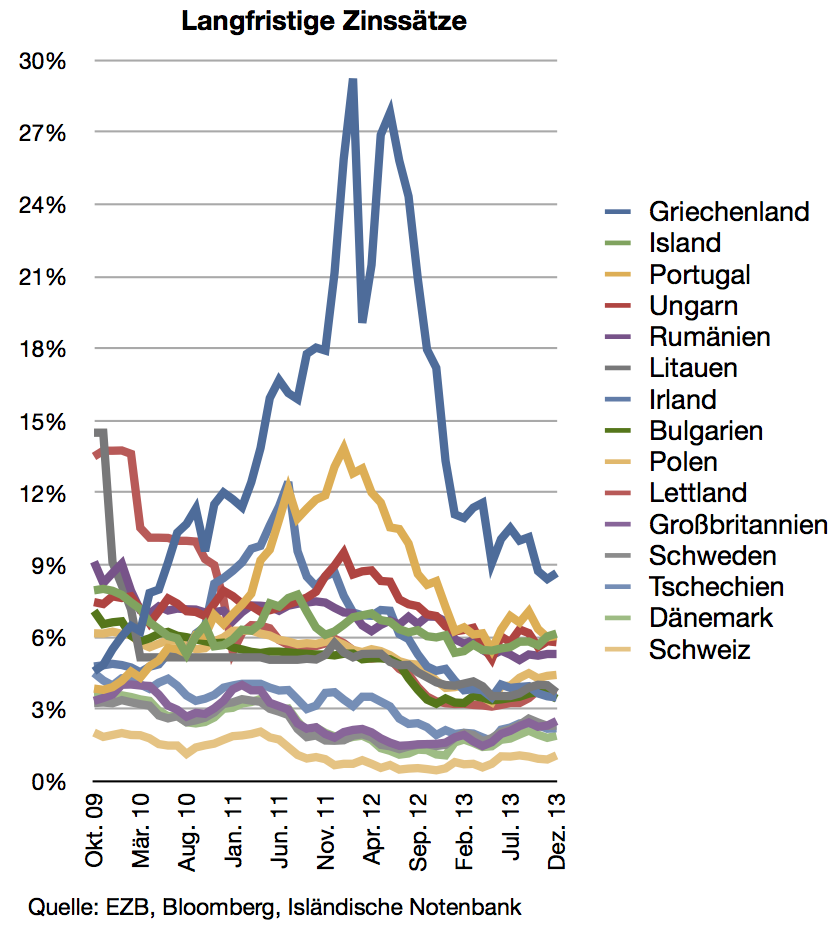
Entwicklung der Renditen für zehnjährige Staatsanleihen (senior, unsecured) von nicht-Euro-Ländern sowie Litauen, Lettland, Irland und Griechenland

Die Eurokrise (auch Euro-Krise) war eine vielschichtige Krise der Europäischen Währungsunion ab dem Jahre 2010. Sie umfasste eine Staatsschuldenkrise, eine Bankenkrise und eine Wirtschaftskrise. Die Bezeichnung „Eurokrise“ bezieht sich nicht auf den Außenwert des Euro, denn dieser blieb relativ stabil.
Die Eurokrise resultierte aus einer Vielzahl unterschiedlicher Faktoren, deren jeweilige Gewichtung umstritten ist. Insbesondere im Fall Griechenlands wird die Entwicklung der Staatsschulden im Vorfeld der Krise als Hauptgrund angesehen. Dort und in anderen Ländern der Eurozone machte es die Eurokrise schwierig bis unmöglich, die Staatsschulden ohne Hilfe von Dritten umzuschulden. Zum Teil werden weniger die Staatsschulden an sich als vielmehr die gesamtwirtschaftliche Verschuldung als eigentlich ausschlaggebend für die Finanzierungsprobleme gesehen. Weiterhin trugen institutionelle Eigenschaften der Eurozone sowie die Folgen der Finanzkrise ab 2007 zur Schuldenkrise bei. Als wichtige Ursache der Krise gilt, dass in vielen Euro-Ländern nach dem Wegfall der nationalen Währungen und des damit verbundenen Wechselkursmechanismus die Entwicklung geeigneter interner Anpassungsmechanismen missglückt war.
Mit der 2010 eingerichteten Europäischen Finanzstabilisierungsfazilität (EFSF) und dem 2011 als deren Nachfolger verabschiedeten Europäischen Stabilitätsmechanismus (ESM) wurde ein – politisch umstrittener – Rettungsschirm verabschiedet. Die Europäische Zentralbank intervenierte durch Senkung der Zinsen und durch volumenmäßig begrenzte Ankaufprogramme für (bereits emittierte) Staatsanleihen am Sekundärmarkt (Securities Markets Programme, Outright Monetary Transactions), um eine Kreditklemme zu verhindern. Als weitere Maßnahmen wurden der Europäische Fiskalpakt, ein Aktionsverfahren gegen gesamtwirtschaftliche Ungleichgewichte, und die Europäische Bankenunion verabschiedet.

## Ursachen

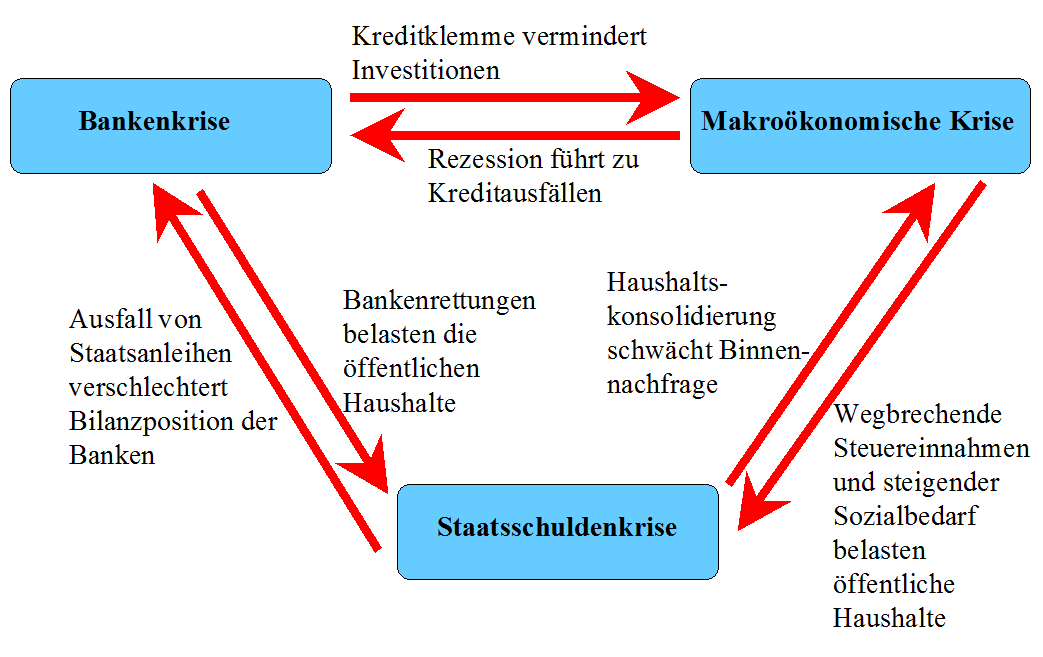
Das Problem der Vielfachkrise: die Bankenkrise, die Wirtschaftskrise (bzw. makroökonomische Krise) und die Staatsschuldenkrise verstärken sich wechselseitig.

In der öffentlichen Diskussion ist die Gewichtung der unterschiedlichen Krisenfaktoren umstritten. Die konventionelle volkswirtschaftliche Erklärung für die Ursachen der Eurokrise ist zweiseitig. Auf wirtschaftlicher Ebene wird die Eurokrise als Währungskrise der ersten Generation verstanden. Demnach habe in einigen EU-Ländern eine vermehrte staatliche beziehungsweise private Kreditaufnahme zu relativ höherer Inflation als in anderen EU-Ländern geführt. Der Ausgleich der unterschiedlichen Preisentwicklungen durch Wechselkurskorrektur war aufgrund der Euro-Währungsunion nicht möglich, was bei einigen Euro-Ländern anhaltend hohe Leistungsbilanzdefizite und bei anderen anhaltend hohe Leistungsbilanzüberschüsse verursachte (makroökonomische Ungleichgewichte). Auf politischer Ebene führte die Euro-Währungsunion dazu, dass einzelstaatliche Geldpolitik nicht möglich ist. Als schnelle Reaktion auf Wirtschaftskrisen bliebe im Wesentlichen nur Fiskalpolitik, was den Staatshaushalt stärker belastet als Geldpolitik. Als weitere Ursache wird genannt, dass durch Wegfall der Wechselkursunsicherheit aufgrund der Euro-Währungsunion die Zinsen in Euro-Ländern mit traditionell höherer Inflation stark sanken; dies habe ein überoptimistisches Kreditaufnahme- und Investitionsverhalten verursacht. Auch begünstigt durch mangelhafte Banken- und Kapitalmarktregulierung sei es dadurch zu Wirtschaftsblasen gekommen, deren Platzen Bankenrettungen und Konjunkturprogramme auslösten. Als weiterer Faktor wird auch die Finanzkrise ab 2007 mit ihren direkten Kosten sowie den durch sie hervorgerufenen Verwerfungen genannt.
Im Fall von Griechenland wird in Literatur wie medialer Rezeption die Entwicklung der Staatsverschuldung im Vorfeld der Krise ins Zentrum gerückt. Aufgrund der strukturellen Problemlagen innerhalb der Eurozone, die unter anderem in den der Krise vorausgehenden erheblichen Leistungsbilanzungleichgewichten innerhalb der Eurozone zum Ausdruck kamen, wird für die Krise im Euroraum zum Teil auch die Bezeichnung „Leistungs-“ oder „Zahlungsbilanzkrise“ verwendet, womit hervorgehoben werden soll, dass weniger die Staatsschuld für sich als vielmehr die makroökonomischen Ungleichgewichte den eigentlichen Ausschlag für die Refinanzierungsprobleme einiger Euro-Staaten gegeben haben.
Der nachfolgende Abschnitt skizziert zunächst die in vielerlei Hinsicht unterschiedlichen Ausgangslagen der krisenbeteiligten Länder, anschließend werden unter Rückgriff darauf die fiskalische Problematik, die Ungleichgewichte sowie weitere Faktoren beleuchtet.

### Makroökonomische Ungleichgewichte

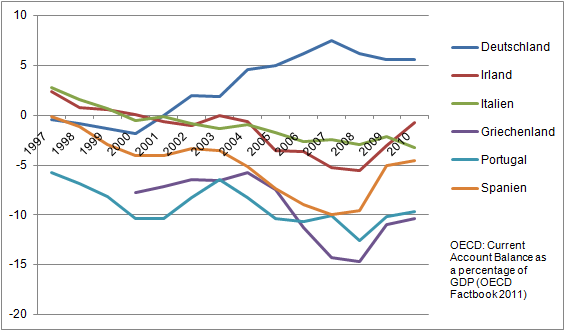
Abb. 5 Verhältnis zwischen Leistungbilanzsaldo und Bruttoinlandsprodukt ausgewählter Euro-Staaten (in Prozent), 1997–2010 (OECD)

Abb. 2 Prozentuale Veränderung der Arbeitsproduktivität und der Lohnstückkosten ausgewählter Staaten zwischen 1998 und 2008 (OECD)

Im System flexibler Wechselkurse sorgt der Wechselkursmechanismus für einen Ausgleich der unterschiedlichen Preisniveaus verschiedener Währungsräume und somit für einen Ausgleich der makroökonomischen Ungleichgewichte. Diese Situation bestand vor Einführung des Euro. Seit der Euro-Währungsunion kann jedoch kein Wechselkurs diese Ausgleichfunktion übernehmen, die Entwicklung des Preisniveaus führt in Ländern mit höherer Inflation zu einem realen Verlust an Wettbewerbsfähigkeit.
Bereits in einer frühen Phase der Eurozone wurde verschiedentlich auf die Tatsache hingewiesen, dass sich nach Einführung der gemeinsamen Währung (und auch schon aufgrund entsprechender Erwartungen zuvor) starke Leistungsbilanzungleichgewichte innerhalb der Eurozone eingestellt haben. Die Leistungsbilanz eines Landes erfasst auf der Aktivseite als wichtigste Bestandteile die Waren- und Dienstleistungsexporte, auf der Passivseite die entsprechenden Importe eines Landes. Importiert ein Land mehr, als es exportiert, so ergibt sich ein negativer Saldo der Leistungsbilanz (Leistungsbilanzdefizit); exportiert es mehr, ist der Saldo positiv (Leistungsbilanzüberschuss). Dabei korrespondiert die Anhäufung eines Leistungsbilanzdefizits mit dem Aufbau zunehmender Verbindlichkeiten gegenüber dem Ausland – kauft ein Land aus dem Ausland mehr Güter und Dienstleistungen zu, als es in das Ausland verkauft, baut der Rest der Welt netto Ansprüche gegen das „Defizitland“ auf.
Innerhalb der Eurozone ließ sich bereits seit Ende der 1990er ein Divergenzprozess der Leistungsbilanzsalden beobachten (Abb. 5). Eine Erklärung wird allgemein im tieferen Zinsniveau gesehen, das mit der Einführung des Euro und der damit verbundenen Integration der Finanz- und Gütermärkte einherging und für die Regierungen wie Unternehmen günstigere Refinanzierungsmöglichkeiten beziehungsweise bessere Kreditvergabebedingungen bedeutete. Dadurch konnten auch Akteure in Ländern, die vor ihrem Beitritt zur Eurozone nur erschwerten Zugang zu den Finanz- und speziell Kreditmärkten hatten, in gestiegenem Maße ausländische Güter oder Dienstleistungen nachfragen. Einige Kommentatoren weisen überdies auf die hohe Bedeutung der weggefallenen Wechselkursrisiken hin, die Investitionen in den jeweiligen Ländern befördert haben (und freilich auch selbst wieder zur Absenkung des Zinsniveaus beitrugen), sowie auf die (auch daraus entspringenden) Wachstumserwartungen, die mit der Einführung des Euro verbunden waren. Hieraus ergeben sich zwei – interdependente – Folgen:
- Die Ersparnis der Haushalte nimmt aufgrund der Möglichkeit ab, zu verhältnismäßig günstigen Konditionen Kredite zu erhalten und Geld für Konsum- oder Investitionszwecke zu verwenden. Empirisch lassen sich (deutliche) Rückgänge der Ersparnis auf Seiten der krisenbeteiligten südeuropäischen Staaten und Irland feststellen.[12]
- Es kommt zu einem direkten Kapitalzufluss aus dem Ausland, da in der Wahrnehmung der Investoren die Sicherheit des nunmehr einer gemeinsamen Währung angeschlossenen Landes zunimmt.

Beides äußerte sich in zunehmenden Nettokapitalzuflüssen – dem Pendant zu einem Leistungsbilanzdefizit –, die wiederum (auch über indirekte Kanäle wie die Verringerung der Arbeitslosigkeit) zu Preissteigerungen in den jeweiligen Ländern führten, so dass sich zwischen den Mitgliedstaaten der Eurozone Inflationsdifferentiale ausbildeten. In den GIIPS-Staaten zeigt sich eine überdurchschnittlich hohe Inflation, während die Inflation in Gläubigerstaaten wie Deutschland und Finnland unterdurchschnittlich war.
Bereits Robert Mundell wies in seiner Theorie optimaler Währungsräume darauf hin, dass unterschiedliche Lohnentwicklungen zu einer Quelle für asymmetrische Schocks werden, wenn die Lohnentwicklungen nicht in irgendeiner Form währungsunionweit aufeinander abgestimmt werden. Die Tarifparteien der GIIPS-Staaten hatten die Lohnquote (am Bruttoinlandsprodukt) konstant gehalten. Eine konstante Lohnquote hat bei einer Währungsunion mit in den einzelnen Mitgliedsländern unterschiedlichen Inflationsraten entsprechende Auswirkungen auf die Lohnstückkosten. In den Ländern mit höherer Inflation steigen die Lohnstückkosten stärker. Hierdurch verschlechterte sich die Wettbewerbsfähigkeit der Staaten mit höherer Inflation (siehe auch Abb. 2).
Durch kompetitive Währungsabwertung konnte eine Volkswirtschaft über Nacht wieder wettbewerbsfähig werden, dies ist seit der Währungsunion aber nicht mehr möglich. Als Alternative bleibt den Euro-Staaten mit Preisproblemen die innere Abwertung, also die Senkung von inländischen Löhnen und Preisen. Empirisch betrachtet funktioniert innere Abwertung vor allem dann, wenn es ausreicht, dass Löhne und Preise weniger stark steigen als bei den Handelspartnern. Wenn eine innere Abwertung stagnierende oder fallende Löhne und Preise erfordert, führt dies oftmals zu einem langwierigen und schmerzhaften Prozess.

### Irrationale Kapitalströme

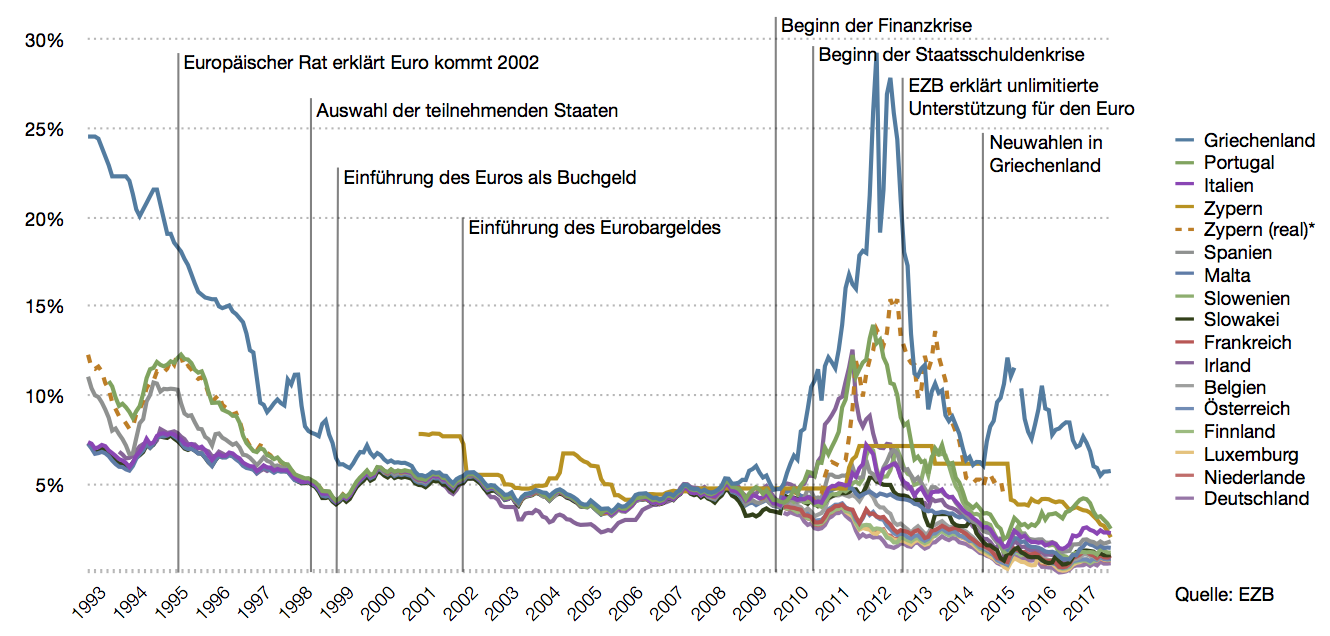
Abb. 4 Zinskonvergenz und -divergenz: Renditen 10-jähriger Staatsanleihen von Mitgliedern der Eurozone, 1993–2017 (EZB)

Der außerordentliche Boom der Kapitalzuflüsse in den Jahren vor der Krise (2003–2007), der zu einem hohen Anstieg der gesamtwirtschaftlichen (privaten und öffentlichen) Verschuldung geführt hat, wird als eine wesentliche Ursache der Eurokrise gesehen. Nach der Euroeinführung kam es zu einem starken Kapitalzufluss in die GIIPS-Staaten. Die meisten Beobachter unterstellten eine effiziente Marktallokation und sahen die starken Kapitalzuflüsse als Indiz für eine hohe Wirtschaftskraft der GIIPS-Staaten. Umgekehrt war Deutschland von starken Kapitalabflüssen und steigender Arbeitslosigkeit betroffen, was als Indiz für fehlende Wirtschaftskraft gedeutet wurde; Deutschland wurde damals als „kranker Mann Europas“ bezeichnet. Seit der Eurokrise hat sich die Stimmung ins Gegenteil verkehrt. Nunmehr sehen viele Ökonomen die Leistungsbilanzdefizite und die stark gestiegene Arbeitslosigkeit als Zeichen chronisch mangelnder Wettbewerbsfähigkeit in den GIIPS-Staaten, was nach Ansicht von Gerhard Illing eine irrationale Übertreibung in die gegenteilige Richtung darstellt.
Als ein wesentlicher Grund für die hohen Kapitalzuflüsse in den GIIPS-Staaten wird der anfängliche Überoptimismus der Finanzmärkte bezüglich der Wirkungen der Währungsunion und der Kreditfähigkeit der GIIPS-Staaten hervorgehoben. Durch die Euro-Währungsunion wurde die Kapitalverkehrsfreiheit erhöht und die Wechselkursunsicherheit fiel weg. Aufgrund des Überoptimismus der Finanzmärkte, bedingt auch durch eine fehlerhafte Regulierung, sanken die Zinsen für die Volkswirtschaften der GIIPS-Staaten sehr stark, dies verursachte ein überoptimistisches Kreditaufnahme- und Investitionsverhalten. Gleichzeitig erhöhte sich dadurch auch das Potential der Banken, makroökonomische Schocks auf die EU-Staaten zu verbreiten. Dies habe eine Bubble Economy verursacht. Mit dem plötzlichen Stopp der Kapitalzuflüsse gerieten die GIIPS-Staaten dann in eine schwere Wirtschaftskrise.
Die enorme Zunahme der Kapitalzuflüsse kam vor allem durch Kapitalzuflüsse zustande, die das Finanzsystem destabilisierten, insbesondere aufgrund exzessiver Vermittlung internationaler Kreditgewährungen durch nicht diversifizierte lokale Banken. Das Finanzsystem stabilisierende Kapitalzuflüsse wie z. B. ausländische Direktinvestitionen und die Vermittlung von internationalen Kreditgewährungen durch diversifizierte, europaweit vernetzte Banken erfolgte unzureichend. Dennoch blieb die Bankenregulierung alleinige Angelegenheit der einzelnen EU-Staaten. Diese hatten die Tendenz, ihren nationalen Banken durch Unterregulierung und Unterkapitalisierung finanzielle Vorteile zu verschaffen. Zudem bestanden die Kapitalzuflüsse überwiegend aus kurzfristigen Geldern, die erfahrungsgemäß destabilisierend wirken können. Kurzfristig ausgereichte Gelder führen zu unzureichend durchdachten Anlageentscheidungen sowie zu Herdenverhalten, insgesamt zu schlecht vorbereiteten Investitionen der Anleger. Wenn sie dann Übertreibungen und Fehlinvestitionen erkennen führt dies zu einem sudden stop, also einer Übertreibung nach unten. Die Anleger ziehen ihr Kapital aus unproduktiven wie aus produktiven Anlagen gleichermaßen ab. Die Kreditklemme aufgrund allgemeinen Misstrauens führt dazu, dass auch intakte und produktive Wirtschaftsstrukturen aus Kapitalmangel notleiden und aufgegeben werden müssen. Einige der seinerzeit vergebenen Kredite konnten nicht mehr bedient werden (Ausfallgefährdung) und belasteten die Bankbilanzen. Die mangelnde Fähigkeit inländischer Banken zur Kreditvergabe und der Vertrauensverlust ausländischer Kapitalgeber führte zu einer Kreditklemme zu Lasten der Realwirtschaft und in der Folge zu Wirtschaftskrisen. Der dramatische Einbruch der Geldmenge M2 in den GIIPS-Staaten ist ein klarer Indikator für eine solche Kreditklemme. Der starke Kapitalzufluss hatte sich in eine Kapitalflucht umgekehrt.

### Institutionelle Eigenschaften der Eurozone

Mitglieder der Eurozone
WKM-II-Mitglieder
EU-Mitglied mit freiem Wechselkurs zum Euro
Nicht-EU-Mitglieder ohne Beziehung zum Euro
Nicht-EU-Mitglieder, welche den Euro benutzen
Nicht-EU-Mitglieder mit festem Wechselkurs zum Euro (Bosnien und Herzegowina)

Der Beitritt zur Eurozone ging für die Teilnehmerstaaten mit einem Verzicht auf den autonomen Einsatz von Geld- und Wechselkurspolitik einher. Dies hatte unter anderem zwei für die Eurokrise relevante Unzulänglichkeiten zur Folge:
- Zum einen entzieht eine gemeinsame Währung den Mitgliedstaaten die Möglichkeit, asymmetrische makroökonomische Schocks (z. B. des Zusammenbruchs von Immobilienmärkten oder Teilen des Bankensystems) mittels Geldpolitik zu lindern. Betreffen diese makroökonomischen Schocks nur einige Mitgliedstaaten einer Währungsunion, ist eine nur diese Staaten betreffende expansive Geldpolitik nicht möglich.
- Zum anderen verzichteten die Teilnehmerländer auf die Möglichkeit, durch kompetitive Währungsabwertung ihre Wettbewerbsfähigkeit zu verbessern.

Die dem Beitritt zum Euroraum vorangehende Konvergenzprüfung sollte unter anderem gewährleisten, die Bedeutung dieser beiden Problembereiche kleinzuhalten, indem ein entsprechender Konvergenzprozess bereits vor Einführung der gemeinsamen Währung zum Erfordernis gemacht wurde, der die Notwendigkeit zu asymmetrischer Reaktion hätte beschränken sollen. (Man spricht hierbei unter Rückgriff auf eine von Robert Mundell begründete Theorie auch häufig davon, dass die Eurozone möglichst weit einem sogenannten optimalen Währungsraum angenähert werden sollte.) Die vorgeschriebenen Maßnahmen sind in Hinblick auf die im Ernstfall gravierenden Problematiken jedoch immer wieder als unzureichend kritisiert worden. Darüber hinaus wurden selbst die vorgegebenen Kriterien von einigen Mitgliedstaaten nur unter Nutzung sogenannter kreativer Buchführung und begünstigt durch spezifische nicht-strukturelle Entwicklungen erreicht. Der Schuldenstand Griechenlands beispielsweise lag im Jahr seiner Konvergenzprüfung (2000) mit 104 Prozent bereits über 40 Prozentpunkte über der 60-Prozent-Limite der Kriterien, die Inflationsrate wurde erheblich gesenkt durch Einmalmaßnahmen, sie stieg in den Jahren darauf entsprechend auch wieder an und die Statistikbehörde Eurostat musste das Haushaltsdefizit im Nachhinein nach oben korrigieren. Übersehen wurde bei Abfassung der EU-Konvergenzkriterien überdies, dass nicht nur der staatliche, sondern auch der private Sektor durch exzessive Verschuldung und Verschlechterung der Wettbewerbssituation Probleme verursachen kann.

### Spezifische Folgen aus der Finanzmarktkrise
Die Eurokrise ist auch im Kontext der ihr vorangehenden Finanzmarktkrise um das Jahr 2008 zu betrachten. So führte die Finanzmarktkrise weltweit zu einer erhöhten Risikobewertung. Der Staatsanleihenmarkt war davon über verschiedene Kanäle betroffen:
- im Vorfeld der Finanzkrise ab 2007 kam es zu einer exzessiven Kreditvergabe an private Haushalte, teilweise sogar losgelöst von der Zahlungsfähigkeit der Kreditnehmer. Dies führte in den USA und einigen anderen Staaten zu Immobilienblasen. Nach dem Platzen der Blasen mussten in vielen Ländern mehr oder weniger umfangreiche Rettungsaktionen für Banken aufgelegt werden. Dadurch wurden Privatschulden zu Staatsschulden, die steigende Staatsschuldenlast verringerte (in den GIIPS-Staaten) den Wert staatlich emittierter Papiere.[40]
- die verringerte Liquidität der Kreditanstalten bedingte einen Rückgang der Kreditvergabe, was die Wirtschaftsleistung (und damit auch die Steuereinnahmen) negativ beeinflusst.

Zudem nahm im Zuge der Finanzkrise die auf den Finanzmärkten vorgenommene Risikoempfindlichkeit bezüglich fiskalischer Ungleichgewichte zu. Für die Eurokrise, die gekennzeichnet ist von einer gleichermaßen drastischen wie plötzlichen Erschwernis der Zugangswege zur Refinanzierungsfähigkeit von Staaten, stellten diese Entwicklungen der Kreditvergabe – je nach Sichtweise – das auslösende Moment, mindestens jedenfalls einen Faktor für die Intensität der Problematik dar. Der Sachverständigenrat zur Begutachtung der gesamtwirtschaftlichen Entwicklung (kurz: Sachverständigenrat) spricht in diesem Zusammenhang von einer Zwillingskrise, bei der sich Banken- und Schuldenkrise gegenseitig verstärken und auf die volkswirtschaftliche Produktion durchschlagen, mit dem Erfolg, dass sie sich dadurch nochmals verschärfen.

### Bedeutung der öffentlichen Verschuldung für die Krise

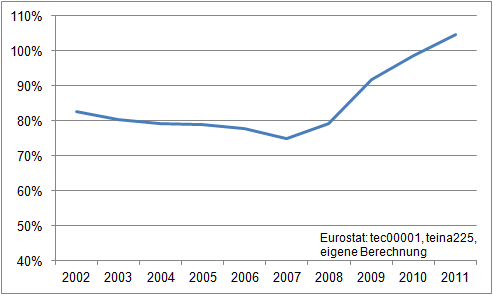
Abb. 3 Entwicklung der Staatsschuldenquote der GIIPS-Staaten zwischen 2002 und 2011 (gewichtet) (Eurostat)

Nach einer Sichtweise – die unter anderem von Friedrich Heinemann, Jens Weidmann und Jean-Claude Trichet vertreten wird – sind die Refinanzierungsprobleme der Krisenstaaten primär das Resultat zu hoher staatlicher Verschuldung und staatlicher Haushaltsdefizite. Diese Gruppe bezeichnet die Eurokrise als Staatsschuldenkrise.
Die Bezeichnung der Eurokrise als Staatsschuldenkrise wird u. a. von Peter Bofinger kritisiert, da die Begrifflichkeit Staatsschuldenkrise verschleiere, dass „wir eigentlich eine Krise der Finanzwirtschaft und der Banken haben, weil diese sich in Spekulationen statt in solider Kreditfinanzierung verausgabt haben“, was zur Finanzkrise ab 2007 geführt habe. Ähnlich argumentieren die économistes atterrés (Empörte Ökonomen), ein Zusammenschluss von über 25 französischen Ökonomen, in ihrem Manifest, der Wissenschaftliche Beirat von Attac, Thomas Fricke, Albrecht Müller, James K. Galbraith und Walter Wittmann. Die Bezeichnung Staatsschuldenkrise führe dazu, dass die Lösungsversuche durch einen einseitigen Blickwinkel auf die Fiskalkriterien dominiert seien. Dabei werde übersehen, dass bei den finanzschwachen Ländern – mit Ausnahme von Griechenland – eine unsolide Haushaltspolitik nicht feststellbar sei. Die eigentliche Ursache für den Anstieg der Staatsverschuldung sei die Finanzkrise ab 2007 gewesen. Erhöhte Aufmerksamkeit erforderte die Korrektur der Fehlentwicklungen, die zur Finanzkrise geführt haben.
Im Zuge der Diskussion des Fiskalpaktes kritisierten über 120 Ökonomen in einem öffentlichen Aufruf den Begriff „Staatsschuldenkrise“ als irreführend und erklärten, dass bisher kein Land die Krise durch Austeritätspolitik überwunden habe. Spanien und Irland seien den Attacken der Finanzmärkte ausgesetzt, obwohl sie stets die Maastricht-Kriterien eingehalten haben. Ursächlich für den Anstieg der Staatsverschuldung seien Steuergeschenke an Reiche, Staatshilfen für Privatbanken sowie die exzessiven Zinssätzen für Staatsschulden auf den Finanzmärkten. Wirtschaftsnobelpreisträger Paul Krugman schrieb: „Europas große Täuschung besteht in dem Glauben, dass die Krise durch unverantwortliche Haushaltsführung zustande kam. Sie könnten jetzt einwenden, dass das auf Griechenland doch wirklich zutrifft. Das stimmt zwar, aber selbst die griechische Geschichte ist komplizierter. Irland hatte dagegen vor der Krise einen Haushaltsüberschuss und eine niedrige Staatsverschuldung. Auch Spanien hatte einen Haushaltsüberschuss und wenig Schulden … Der Euro selbst hat die Krise ausgelöst.“ Betrachtet man so beispielsweise die GIIPS-Staaten (d. h. Griechenland, Italien, Irland, Portugal und Spanien) im Aggregat, nahm die Staatsschuldenquote bis zum Ausbruch der Eurokrise im Jahr 2007 insgesamt sogar ab (Abb. 3).
Allerdings bildet der Verschuldungsansatz auch einen Ausgangspunkt für Erweiterungen. So weisen beispielsweise einige auf das Entstehen selbsterfüllender Prophezeiungen hin, bei denen sich die Refinanzierungssituation eines Landes schon aufgrund der Erwartung, das Land könne zukünftig nur noch mit Mühe seinen Verbindlichkeiten nachkommen, verschlechtert, was dann im Resultat auch tatsächlich die Erwartung zur Realität werden lässt; in Anbetracht des auch infolge der Finanzkrise herrschenden risikosensitiven Klimas könnten so auch geringere Verschuldungsstände signifikante Auswirkungen auf die Zahlungsfähigkeit haben.
Robert C. Shelburne analysierte für die Wirtschaftskommission für Europa, dass die Staatsschuldenkrise eher eine Folge als eine Ursache der Eurokrise sei. Wie viele andere Ökonomen sieht auch er die letztliche Ursache in den kontinuierlichen großen Leistungsbilanzdefiziten seit der Euroeinführung, die zu privaten und staatlichen Schuldenkrisen und letztlich Wirtschaftskrisen geführt haben. Die Leistungsbilanzungleichgewichte können aber nur zum Teil auf Staatsverschuldung zurückgeführt werden, zum größeren Teil ist private Verschuldung die Ursache. Hierfür spricht, dass zwei der fünf Krisenländer bis zum Ausbruch der Krise Haushaltsüberschüsse aufzuweisen hatten. Nachdem die Krise ausgebrochen war, musste ein Teil der privaten Verschuldung in Staatsschulden umgewandelt werden, um einen Bankenkollaps zu verhindern. Dadurch wurde die Staatsschuldenkrise eine Zeit lang zur offensichtlichsten Manifestation der Eurokrise.

### Einzelstaatliche Ursachen der Krise

#### Griechenland

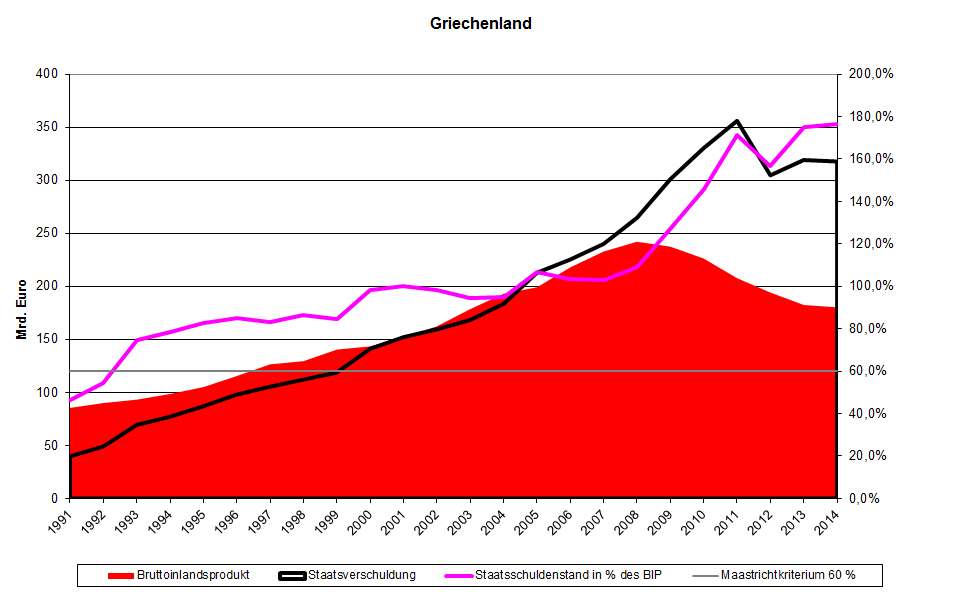
Bruttoinlandsprodukt und Staatsverschuldung Griechenlands in Mrd. Euro und im Verhältnis zum BIP. Eigene Berechnungen nach AMECO-Datenbank.

Sowohl der Schuldenstand als auch das Budgetdefizit des Staates bewegten sich bereits im Vorfeld der Krise auf äußerst hohem Niveau. Zwischen 2000 und 2008 betrug das jährliche staatliche Budgetdefizit durchschnittlich rund 6 % der Wirtschaftsleistung (gemessen am Bruttoinlandsprodukt) – doppelt so viel wie im Stabilitäts- und Wachstumspakt als Höchstwert vorgesehen. Die Schuldenquote, also das Verhältnis von Schuldenstand zum Bruttoinlandsprodukt, war bereits zu Beginn der vorangehenden Dekade auf einem sehr hohen Niveau, nahm dann aufgrund eines weitgehend stabilen Wirtschaftswachstums von etwa 4 % bis 2008 nur mäßig von 104 % (2001) auf 113 % (2008) zu, lag damit aber gleichwohl weit über der 60-%-Grenze des Stabilitäts- und Wachstumspakts sowie dem EU-27-Durchschnitt (62 %). Die gesamtwirtschaftliche Sparquote Griechenlands wiederum nahm aufgrund eines Einbruchs der privaten Ersparnis seit Ende der 1990er stark ab, wobei sich der Trend seit Einführung des Euro im Jahr 2001 verstärkte. Von Autoren der EZB wird dies auf die finanzielle Liberalisierung in den 1990ern und den Eintritt in die gemeinsame Währungsunion zurückgeführt. Die dadurch erzielte Lockerung bisheriger Liquiditätsbeschränkungen und die Erwartung fortgesetzten wirtschaftlichen Wachstums erhöhten demnach die Anreize zu Konsum und Investition – zu Lasten der privaten Ersparnis. Die Leistungsbilanz war von 1982 bis 1998 negativ, jedoch in geringem Ausmaß. Ab 1999 erfuhr sie einen deutlichen Rückgang ihres Saldos, um schließlich Mitte des Jahrzehnts ein zweistelliges Defizit aufzuweisen (Abb. 5). Die Bedeutung dieser Entwicklung wird im Abschnitt Makroökonomische Ungleichgewichte diskutiert.
Als Ursache für Einnahmeausfälle und Kontrollprobleme des griechischen Staates wird oftmals auf die tiefe Reichweite des informellen Sektors der Ökonomie hingewiesen. Nach Schätzungen von Friedrich Schneider erreichte die griechische Schattenwirtschaft 2009 einen Umfang von 25 % des Bruttoinlandsprodukts (BIPs), etwa 11 Prozentpunkte mehr als der OECD- und 5 Prozentpunkte mehr als der EU-27-Durchschnitt (wenn auch zwischen 2004 und 2008 rückläufig). Auch durch Steuerflucht entstehen dem griechischen Staat erhebliche Zahlungsausfälle, die der Vorsitzende der Steuerfahndungsbehörde SDOE, Nikos Lekkas, in einem Interview auf etwa 15 % des griechischen Bruttoinlandsproduktes bezifferte. Zudem wird immer wieder auf Korruption, insbesondere im Staatsapparat, hingewiesen. In einer von der Europäischen Kommission in Auftrag gegebenen Umfrage gaben 98 % der befragten griechischen Staatsbürger an, Korruption sei ein erhebliches Problem in ihrem Land (EU-27: 74 %); der von Transparency International herausgegebene globale Korruptionswahrnehmungsindex verortete das Land 2009 mit einem Durchschnittswert von 3,8 von 10 (10 = am wenigsten Korruption) auf Rang 71, im Jahr 2012 auf Platz 94.
Obzwar (Stand April 2014) von Erfolgen hinsichtlich Haushaltsdefizit, „Primärüberschuss“ 2013 und „Rückkehr“ auf den Kapitalmarkt gesprochen wurde, hatte sich der zum verringernden BIP (seit 2008) relative Schuldenstand (von 113 % 2008) auf 175 % des BIPs (trotz Schuldenschnitts und trotz/aufgrund verordneter Sparmaßnahmen durch die Troika) per Ende 2013 erhöht. Griechenland befand sich seit März 2013 in der Deflation.
Die Troika forderte auch 2015 umfangreiche Strukturreformen und Haushaltskürzungen; sie hielt die griechischen Prognosen für zu optimistisch.

#### Spanien und Irland

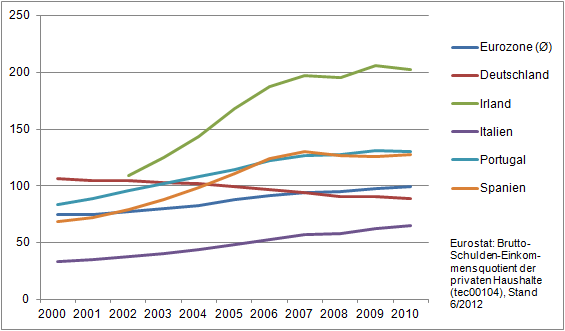
Abb. 1 Schulden-Einkommensquotient privater Haushalte (in Prozent); ausgewählte Mitgliedstaaten der Eurozone, 2000 bis 2010

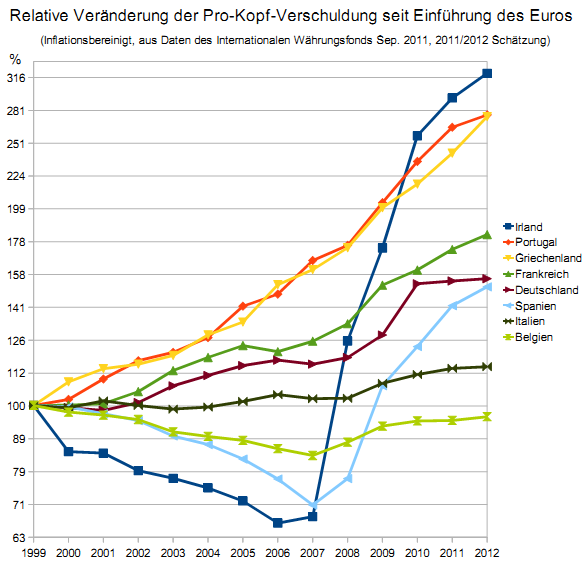
Relative Veränderung der Pro-Kopf-Verschuldung seit Einführung des Euros der am höchsten verschuldeten Staaten im Euroraum

Anders als Griechenland erfüllten Spanien und Irland bis 2008 durchgehend die Kriterien des Euro-Stabilitätspaktes. In beiden Staaten lag die gewichtete öffentliche Staatsschuld seit der Euro-Einführung 1999 stets weit unterhalb aller EU-Durchschnittswerte und war darüber hinaus in der Tendenz rückläufig, sodass schließlich 2007 ein Wert von knapp 25 % (Irland) bzw. 36 % (Spanien) des Bruttoinlandsproduktes erreicht wurde (Deutschland: 65 %). Auch das staatliche Budgetdefizit war unterhalb der 3-%-Grenze, Irland wies sogar fast durchweg Budgetüberschüsse auf. Indessen war sowohl die spanische als auch die irische Wirtschaft bis 2007 (und auch darüber hinaus) durch eine recht hohe Verschuldung der privaten Haushalte gekennzeichnet; der Schulden-Einkommens-Quotient (Kredite und Verbindlichkeiten der Haushalte relativ zum verfügbaren Einkommen) belief sich 2007 in Spanien auf 130 %, in Irland auf 197 % (Euroraum-Durchschnitt: 94 %) (Abb. 1). Bereits 2006 warnten deutsche Wirtschaftsforscher vor konjunkturellen Problemen im damals prosperierenden Spanien, weil im Euro-Raum überdurchschnittliche Inflation die relative Wettbewerbsposition geschwächt hatte.
Irland und Spanien waren 2008 Schauplatz erheblicher Verwerfungen auf dem Häusermarkt. Nach einer mehrjährigen Periode starken Wachstums des Hausbaus – begünstigt durch die demografische Entwicklung, spezifische Ausgangslagen im Immobiliensektor, leichten Zugang zu Krediten und Kapitalzuflüsse aus dem Ausland –, erreichte die Wertschöpfung im Baugewerbe, begleitet von starken Preiszuwächsen in immobilienbezogenen Sektoren, Ende 2006 einen Umfang von 12 % des Bruttoinlandsproduktes in Spanien und 10 % in Irland (Durchschnitt in der Eurozone: 7 %). Dies wirkte sich auch auf andere Teile der Volkswirtschaften aus. So waren in Irland immobilienbezogene Kredite für knapp 80 % des Wachstums der Kreditvergabe zwischen 2002 und 2008 verantwortlich; 2008 betrug der Anteil an der gesamten Kreditvergabe knapp 60 %. In beiden Ökonomien kam es zu einem raschen Wachstum des Baugewerbes, das 2007 einen Umfang von jeweils 14 % des Bruttoinlandsproduktes erreichte, dem höchsten Anteil aller OECD-Staaten. In Spanien wurden 2006 mehr als dreimal so viele Wohnungen fertiggestellt wie noch ein Jahrzehnt zuvor und mit circa 600.000 Einheiten zugleich auch beinahe so viele wie im gesamten Rest der EU. Nachdem bereits in den USA die Hauspreise 2007 eingebrochen waren (Subprime-Krise), kam es im selben Jahr auch in Irland und Spanien zu einem „Platzen“ der Immobilienblase. Drastische Preisrückgänge führten zu massiven Verkäufen sowie Entlassungen, was auf die gesamten Volkswirtschaften überschlug. In Irland waren die realwirtschaftlichen Implikationen dabei insbesondere deshalb drastisch, weil mit der Krise auf dem Immobilienmarkt zugleich eine Bankenkrise ausgelöst wurde, in deren Zuge es zu erheblichen Refinanzierungsproblemen im Finanzsektor und infolgedessen einem Einbruch der Kreditvergabe kam.
Eine besonders große Rolle spielte die (am 29. Januar 2009 verstaatlichte) Anglo Irish Bank.
Lag die irische Schuldenquote 2007 noch bei besagten 25 %, steigerte sie sich in den Jahren 2008 und 2009, auch aufgrund staatlicher Unterstützungsmaßnahmen für den Finanzsektor, um jeweils etwa 20 Prozentpunkte und erreichte schließlich 2011 knapp 109 % des Bruttoinlandsproduktes. Auch in Spanien kam es durch den Preis- und Nachfrageeinbruch auf dem Häusermarkt zu Verwerfungen. Nach Schätzungen der spanischen Nationalbank war die Krise zwischen 2007 und 2009 für einen Rückgang von knapp 4 % des Bruttoinlandsproduktes verantwortlich. Die Belastungen des Bankensektors waren dabei geringer als in Irland, wenngleich die Rettungsmaßnahmen auch in Spanien den Staatshaushalt belasteten.

#### Portugal
Portugal erlebte mit Einführung des Euro einen großen Kapitalzufluss, der zum Teil auf dem Verschwinden des Wechselkursrisikos und zum Teil auf unrealistischen Risikoeinschätzungen der Kapitalgeber und daraus resultierend extrem niedrigen Zinsen basierte. Mitte der 1990er Jahre lag die Nettoauslandsverschuldung von Portugal nahe null; bis 2007 stieg sie – gemäß Zahlen von Ricardo Reis – auf 165 Milliarden Euro (das entspricht 97,5 Prozent des Bruttosozialprodukts). Die Kapitalzuflüsse führten nicht zu einer Erhöhung der Produktivität; diese sank im Gegenteil. Vermutlich gab es eine Fehlallokation des Kapitals.
Im Gegensatz zu Spanien und Irland musste Portugal im unmittelbaren Vorfeld der Eurokrise kein Platzen einer Immobilienblase verkraften. Ähnlich wie Spanien war jedoch auch in Portugal die Verschuldung der privaten Haushalte recht hoch (2007: 127 Prozent des verfügbaren Einkommens gegenüber einem Euroraum-Durchschnitt von 94 Prozent; siehe Schaubild). Das Leistungsbilanzdefizit stieg zwischen 1997 und 2000 auf über 10 Prozent des Bruttoinlandsproduktes, sank bis 2003 wieder auf 6 Prozent ab und stieg dann wieder; 2008 betrug es 12,1 Prozent. Dabei entwickelten sich die Lohnstückkosten und die Arbeitsproduktivität deutlich auseinander. So erhöhte sich laut OECD-Erhebungen die gesamtwirtschaftliche Arbeitsproduktivität zwischen 1998 und 2008 um knapp 1 Prozent pro Jahr, während in derselben Zeit die Lohnstückkosten um 3 Prozent pro Jahr anstiegen (Abb. 2).
Die Staatsschuldenquote betrug 2007 etwa 68 Prozent des Bruttoinlandsprodukts, was damals in etwa dem Durchschnittswert des Euroraums von 66 Prozent wie auch dem Wert Deutschlands von 65 Prozent entsprach. Portugal verletzte ebenso wie Griechenland seit der Euro-Einführung im Jahr 1999 durchweg das im Stabilitäts- und Wachstumspakt festgelegte Drei-Prozent-Kriterium bezüglich des maximal zulässigen Haushaltsdefizites. Der durchschnittliche Wert zwischen 1999 und 2007 betrug −4,1 Prozent. 2013 betrug das Haushaltsdefizit 4,9 Prozent; das BIP sank real um 1,4 Prozent; die Währungsreserven sanken von 18,0 auf 14,3 Milliarden Euro.

#### Italien
Italien hatte seit Jahrzehnten eine höhere Staatsschuldenquote als viele andere Länder (siehe Liste der Länder nach Staatsschuldenquote):
| 1990 | 1995  | 2000  | 2005  | 2006  | 2007  | 2008  | 2009  | 2010  | 2011  | 2012  | 2013  | 2014  | 2015  | 2016  | 2017  | 2018  | 2019  | 2020  | 2021  | 2022  |
| ---- | ----- | ----- | ----- | ----- | ----- | ----- | ----- | ----- | ----- | ----- | ----- | ----- | ----- | ----- | ----- | ----- | ----- | ----- | ----- | ----- |
| 94 % | 109 % | 105 % | 102 % | 106 % | 103 % | 106 % | 116 % | 115 % | 116 % | 123 % | 129 % | 132 % | 132 % | 133 % | 133 % | 132 % | 129 % | 127 % | 123 % | 120 % |
Die italienische Wirtschaft wuchs seit etwa 2000 nur schwach: Die jährliche reale Wachstumsrate des Bruttoinlandsproduktes seit 2000 betrug durchschnittlich nur etwa 1,1 %
Durch die Finanzkrise ab 2007, die sich in vielen Industrieländern im Jahr 2009 (und teils auch noch 2010) auf die Realwirtschaft auswirkte, kam es auch in Italien zu einer Rezession.

## Maßnahmen
In den Krisenstaaten wie auch auf internationaler und europäischer Ebene sind verschiedene Maßnahmen diskutiert und teilweise verabschiedet und umgesetzt worden, die dazu verhelfen sollen, die Ursachen der Schuldenkrisen zu bekämpfen sowie deren Symptome und Folgen abzumildern.

### Maßnahmen der Europäischen Union und ihrer Mitgliedstaaten

#### Schuldenerlass („Haircut“)
Eine diskutierte und nur gegenüber Griechenland umgesetzte Maßnahme zur Reduzierung der Symptome der Schuldenkrise, nämlich die Senkung der hohen Tilgungs- und Zinslasten in den Schuldenstaaten aus den eingegangenen Verschuldungen, ist der Schuldenerlass. Bei dieser Maßnahme verzichten die Gläubiger endgültig gegenüber den Schuldenstaaten auf die Rückzahlung eines Teils oder aller ihrer Forderungen. Diese Maßnahme erreicht in der Regel nur dann die notwendige Zustimmung der verzichtenden Gläubiger, wenn in dem Schuldenstaat zugleich ernsthaft versucht wird, die genuinen Ursachen der Schuldenkrise zu beseitigen, da widrigenfalls den Gläubigern für ihre Restforderungen in Zukunft ein erneuter Schuldenschnitt drohen würde.
Griechenland hat nach den Unterstützungen aus den Rettungsschirmen bisher als einziger Staat des Euroraums zusätzlich für einen erheblichen Teil seiner Schulden im Frühjahr 2012 einen Schuldenerlass erhalten. Dabei haben entsprechende Gläubiger effektiv auf etwa 75 % ihrer Forderungen verzichtet.

#### Kredite und Bürgschaften („Euro-Rettungsschirm“)
Unter dem umgangssprachlichen Begriff Euro-Rettungsschirm stellen Mitgliedstaaten der Eurozone, der Europäischen Union und des Internationalen Währungsfonds (IWF) den Schuldenstaaten Notkredite und Notbürgschaften zur Verfügung. Damit sollen konkret drohende Staatsinsolvenzen von Eurostaaten aufgrund von Liquiditätsengpässen vermieden werden und damit zumindest vorläufig die finanzielle Stabilität im Euroraum abgesichert werden.
Bis Ende 2013 haben Griechenland, Irland, Portugal und Spanien die Euro-Rettungsschirme in Anspruch genommen. Dieser steht auch weiteren Staaten der Eurozone offen, sofern deren Staatsschulden und Zinsen aus eigener Kraft nicht mehr bedient werden könnten.
Um Griechenland die dringend benötigten Notkredite kurzfristig gewähren zu können, starteten die Vertreter des Euro-Rettungsschirms zunächst ein in Nachtsitzungen verabschiedetes Konstrukt ab April 2010. In der Folge stellte sich heraus, dass bereits kurz nach Verabschiedung des Rettungsschirms die Kredite der Höhe noch nicht ausreichten und das Kontingent erhöht werden musste. Ab Juli 2012 sollte der Euro-Rettungsschirm durch eine dauerhafte Maßnahme, den Europäischen Stabilitätsmechanismus (ESM) ersetzt werden, wobei dessen Mittel nur noch unter strengen Bedingungen gewährt werden sollten. Der ESM sollte zunächst mit einem Volumen von maximal 500 Milliarden Euro ausgestattet werden. Schon vor Einführung wurde von verschiedenen Seiten darüber diskutiert, dass dieses Volumen nicht ausreichen könnte und dass es auf 1 bis 2 Bio. Euro aufgestockt werden sollte. Deswegen sollte vor Einführung des ESM im März 2012 von den EU-Staats- und Regierungschefs nochmals geprüft werden, ob die vorgesehene ESM-Obergrenze ausreichen würde.
Ob die als Rettungsschirm bezeichneten Notkredite und -bürgschaften den Krisenstaaten helfen können, ist umstritten und insbesondere von weiteren Faktoren abhängig. Der Rettungsschirm alleine ermöglicht den stark verschuldeten Staaten nur, unter Umgehung des Kapitalmarkts und mit vergünstigten Bedingungen zusätzliche Verschuldung aufzunehmen oder fällige Schulden zu prolongieren. Die Insolvenz eines Staates wird in dieser Weise zunächst nur aufgeschoben. Es besteht die allgemeine Auffassung, dass der Rettungsschirm Staatsinsolvenz bestenfalls dann zu vermeiden helfen kann, wenn der Schuldenstaat zeitgleich intensive Bemühungen zur Ursachenbekämpfung einleitet. Geschehe dies nicht, wüchse die krisenhafte Verschuldung eines Staates durch den Rettungsschirm sogar weiter an und die Situation verschlimmere sich.
Die EU-Rettungsschirme sind rechtlich umstritten, weil bis zum Beginn der Staatsschuldenkrise die EU-Verträge immer so verstanden wurden, dass aufgrund der Nichtbeistandsklausel die Haftung der Europäischen Union sowie der EU-Mitgliedstaaten für Verbindlichkeiten anderer Mitgliedstaaten ausgeschlossen sei. Diese Sichtweise wurde von vielen Politikern im Angesicht der Schuldenkrisen relativiert.
Die EU-Rettungsschirme sind aus demokratischer Sicht umstritten, weil nach bisherigen Maßstäben gigantische Hilfspakete erst sehr spät und unter Druck in Parlamenten und Gremien durchgepeitscht wurden, ohne dass die zu erwartende Wirksamkeit ausreichend diskutiert und überprüft werden konnte.
Die EU-Rettungsschirme sind aus verhandlungstaktischer Sicht umstritten, weil bereits überschuldeten Staaten weitere Mittel an die Hand gegeben würden. Damit vergrößere sich das „Erpressungspotenzial“ dieser Staaten gegenüber den unmittelbaren Gläubigern, weil die Schuldenstaaten immer mehr ein sogenanntes Systemrisiko darstellten.
Die laufenden nachträglichen Erhöhungen schon verabschiedeter Rettungsschirme sowie die fortwährenden Berichte, dass damit verbundene parallele Maßnahmen nicht oder nicht ausreichend umgesetzt wurden, sprechen dafür, dass bei der Vergabe von Rettungsschirmkrediten und -bürgschaften erhebliche Fehler gemacht wurden.

#### „Sixpack“ für Haushaltsdisziplin und gegen makroökonomische Ungleichgewichte
Der Stabilitäts- und Wachstumspakt wurde mit Beschluss des Europaparlaments vom 28. September 2011 reformiert. Der sogenannte „Sixpack“ sieht strengere Vorgaben zur Haushaltsdisziplin in den EU-Staaten vor, inklusive semi-automatischer Strafen in Milliardenhöhe für Defizitsünder und Volkswirtschaften mit starken Leistungsbilanzdefiziten oder -überschüssen. Verstößt ein Land gegen die mittelfristigen Budgetziele für eine gesunde Fiskalpolitik, so kann es von einer qualifizierten Mehrheit der Euroländer aufgefordert werden, seinen Haushaltsplan binnen fünf Monaten (bei schwerwiegenden Fällen binnen drei Monaten) zu ändern. Kommt es zu keiner Nachbesserung, so hat die Europäische Kommission in letzter Instanz die Möglichkeit Sanktionen in Höhe von 0,2 % des Bruttoinlandsprodukts des Defizitsünders (0,1 % bei Nichtumsetzung der EU-Empfehlungen zur Bekämpfung makroökonomischer Ungleichgewichte) zu verhängen, sofern sich nicht eine Mehrheit der Eurozone dagegen ausspricht. Nach den neuen Regeln können zudem Sanktionen bereits beschlossen werden, wenn sich ein Haushaltsdefizit der Obergrenze von 3 % des Bruttoinlandsprodukts nähert. Zudem soll es eine schärfere Kontrolle der Staatsverschuldung geben. So werden Länder mit einer Schuldenquote von über 60 % aufgefordert, drei Jahre hindurch die über der Grenze liegende Verschuldung jährlich um ein Zwanzigstel zu reduzieren. Die einbehaltenen Bußgelder sollen in den Europäischen Rettungsfonds EFSF fließen.
Der Euro-Plus-Pakt schlägt Maßnahmen zur wirtschaftspolitischen Koordinierung vor, um eine größere Konvergenz der Volkswirtschaften in der Eurozone zu erreichen. Fortschritte der Euroländer sollen anhand objektiver Indikatoren – zum Beispiel der Lohnstückkosten – gemessen werden.

#### EU-Fiskalpakt („Schuldenbremse“)
Am 30. Januar 2012 beschlossen 25 der 27 Staaten der EU (alle außer Großbritannien und Tschechien) einen Europäischen Fiskalpakt mit strengen Obergrenzen für die Staatsverschuldung als Selbstverpflichtung. Die Selbstverpflichtung besteht darin, dass die 25 EU-Staaten sich gegenseitig versprechen, diese sogenannte „Schuldenbremse“ im nationalen Recht, möglichst in der Verfassung, zu verankern. Dabei ist aber nicht geklärt worden, wie sich die Schuldenbremsen, die auf einem völkerrechtlichen Vertrag beruhen und sich damit der juristischen Bindungskraft des Europarechts entziehen, durchsetzen lassen. Trotzdem wird er zumindest als klares politisches Signal gewertet, dass (fast) alle EU-Staaten zukünftig einer soliden Haushaltspolitik Priorität einräumen werden. In Fachkreisen wird angenommen, dass eine Regelung wie eine Schuldenbremse ohnehin unumgänglich gewesen sei, um den Abwertungen der Ratingagenturen etwas entgegensetzen und wieder Vertrauen an den internationalen Finanzmärkten gewinnen zu können. In deutschen politischen Kreisen wird der Fiskalpakt auch als notwendige Grundlage gesehen, um den Rettungsschirm weiter aufstocken zu können, an dem Deutschland einen erheblichen Anteil hat.

#### Europäische Finanzaufsicht und Bankenunion
Ein Problem der Zwillingskrise (Bankenkrise und Schuldenkrise) ist die Systemrelevanz von Banken. Bereits in der Finanzkrise ab 2007 und den Folgen der Insolvenz von Lehman Brothers zeigte sich, dass systemrelevante Banken Too big to fail sind.
Anfängliche Pläne der Europäischen Kommission für eine zentrale europäische Bankenaufsicht scheiterten jedoch am Widerstand der EU-Mitgliedstaaten, da diese keine Kompetenzen bei der nationalen Aufsicht über die Banken abgeben wollten. Mit der Reform der europäischen Finanzaufsicht wurde versucht, das Problem zu beheben. Hierzu wurden 2011 mit dem Europäischen Finanzaufsichtssystem der Europäische Ausschuss für Systemrisiken und die Europäische Bankaufsichtsbehörde gegründet, der eine weitgehende Harmonisierung der Regeln herbeiführen wollte, die Überwachung aber weiterhin primär bei den nationalen Aufsichtsbehörden der Mitgliedstaaten beließ.
Nach Einschätzung des Sachverständigenrates war diese Reform unzureichend. Trotz der Gründung neuer Institutionen gebe es immer noch kein effektives Aufsichts- und Insolvenzregime für systemrelevante Finanzinstitute. Es sei fraglich, ob die beschlossenen Reformen ausreichen, um in Zukunft die Sozialisierung der durch eine Krise systemrelevanter Banken entstehenden Kosten und damit eine weitere Belastung der Staatshaushalte zu vermeiden.
Im weiteren Verlauf hat sich dieses System dann auch als nicht ausreichend zur Bewältigung der Finanzkrise erwiesen. Insbesondere die Erfahrungen aus der Staatsschuldenkrise in Zypern haben gezeigt, dass die nationale Bankenaufsicht nicht ausreichend auf die Krise reagiert hatte.
Diese Ablehnung der Mitgliedstaaten, eine gemeinsame europäische Bankenaufsicht einzurichten, schwand erst Ende 2011, nachdem EU-Währungskommissar Olli Rehn vor einer erneuten Bankenkrise in Europa gewarnt hatte und zu bedenken gegeben hatte, dass man die Staatsschuldenkrise ohne ein stabiles Bankensystem nicht in den Griff bekommen werde.
Im Juni 2012 warf Kommissionspräsident José Manuel Barroso die Pläne für eine zentrale Bankenaufsicht erneut auf: Seiner Vorstellung nach sollten die größten Banken aus allen 28 Mitgliedstaaten unter die Aufsicht einer europäischen Behörde gestellt werden. Beim EU-Gipfel wurde am 29. Juni 2012 beschlossen, dass der Europäische Stabilitätsmechanismus (ESM) direkte Finanzhilfen an Banken erst dann geben darf, wenn eine effiziente Bankenaufsicht auf europäischer Ebene unter Beteiligung der Europäischen Zentralbank (EZB) für die Eurozone installiert worden sei. Gleichzeitig beauftragte der Gipfel die EU-Kommission damit, einen entsprechenden Mechanismus zu präsentieren; vor allem in Deutschland und Großbritannien stießen diese ursprünglichen Pläne für eine umfassende europäische Bankenaufsicht auf Kritik. Im September 2012 stellte Barroso die Pläne der EU-Kommission in seiner „State of the Union“-Rede vor dem Europaparlament vor: Demnach sollte die EZB bereits zum 1. Januar 2013 die Aufsicht über die Banken übernehmen, die ESM-Hilfen beantragen. In einem zweiten Schritte sollte die EZB ab Juli 2013 die Kontrolle über systemrelevante Großbanken in der Eurozone übernehmen und ab Anfang 2014 über alle Banken in der Eurozone. Letztlich wäre die EZB für die Aufsicht über mehr als 6.000 Banken verantwortlich gewesen.
Im Dezember 2012 einigten sich die europäischen Finanzminister auf Eckpunkte zur Schaffung des einheitlichen Bankenaufsichtsmechanismus (Single Supervisory Mechanism, SSM) im Rahmen einer sog. Europäischen Bankenunion. Am 19. März 2013 gab der EU-Rat bekannt, dass mit dem Europäischen Parlament eine Einigung über die Errichtung einer zentralen europäischen Bankenaufsicht für die Eurozone erzielt worden sei. Demnach soll die EZB künftig alle Banken in der Eurozone überwachen, deren Bilanzsumme über 30 Milliarden Euro oder 20 Prozent der Wirtschaftsleistung eines Landes ausmacht.
Im März 2014 einigte sich die Europäische Kommission auf die letzten Modalitäten der Bankenunion.
Diese mündeten im Mai 2014 in der Veröffentlichung der EU-Abwicklungsrichtlinie (BRRD) und des einheitlichen Abwicklungsmechanismus (SRB). Ab November 2014 nahm die EZB ihre neuen Aufgaben in der Bankenaufsicht unter dem SSM auf.

#### Finanztransaktionssteuer
Seit der Vorstellung eines Gesetzentwurfs der EU-Kommission am 28. September 2011 durch den Präsidenten der Europäischen Kommission José Manuel Barroso („damit auch der Finanzsektor seinen fairen Beitrag leistet“) wird in der EU über die Einführung einer „harmonisierten Finanztransaktionssteuer für die gesamte Europäische Union“ oder zumindest einer „gemeinsamen Finanztransaktionssteuer“ eines Teils der Mitgliedstaaten beraten.
Wortlaut der Begründung des Gesetzesentwurfes war unter anderem:
„Erstens soll sichergestellt werden, dass der Finanzsektor in Zeiten der Haushaltskonsolidierung in den Mitgliedstaaten einen angemessenen Beitrag leistet. Der Finanzsektor hatte einen wesentlichen Anteil an der Entstehung der Wirtschaftskrise, während die Regierungen und damit die Bürger Europas die Kosten für die massiven durch Steuergelder finanzierten Rettungspakete für den Finanzsektor getragen haben. […] Zweitens würde ein koordinierter Rahmen auf EU-Ebene zur Stärkung des EU-Binnenmarktes beitragen. […]“
Seit 22. Januar 2013 besteht offiziell eine „verstärkte Zusammenarbeit“ zu einer gemeinsamen Finanztransaktionssteuer von elf Mitgliedstaaten.

### Maßnahmen der Europäischen Zentralbank

#### Einzelmaßnahmen

##### Bereitstellung von Fremdwährungsliquidität
Am 9. Mai 2010 reaktivierten die amerikanische FED, die EZB und andere Notenbanken in einer gemeinsamen Aktion wöchentliche Dollar-Fazilitäten zur Versorgung des Marktes mit Dollar-Liquidität. Ursprünglich war dieses Instrument zu Beginn der Finanzkrise ab 2007 genutzt worden und fand erneute Anwendung nach dem Zusammenbruch von Lehman Brothers Ende 2008. In der Folge wurde die Bereitstellung mehrmals verlängert, auch unter einer Senkung der Zinssätze und blieb so noch planmäßig bis Februar 2014 in Kraft. Ein ähnliches Programm zur Deckung von Fremdwährungsliquiditätsbedarf initiierte die EZB mit der Bank of England im Dezember 2010; auch dieses wurde dreimal verlängert und lief planmäßig Ende September 2014 aus. Zusätzlich führte die EZB in den Monaten von Oktober bis Dezember 2011, ebenfalls unter Zusammenwirken mit anderen Notenbanken, ergänzend Dollar-Refinanzierungsgeschäfte mit dreimonatiger Laufzeit durch, um dem Liquiditätsbedarf der Geschäftsbanken Rechnung zu tragen.

##### Ankauf von staatlichen und privaten Anleihen –Securities Markets Programme(SMP) undOutright Monetary Transactions(OMT)

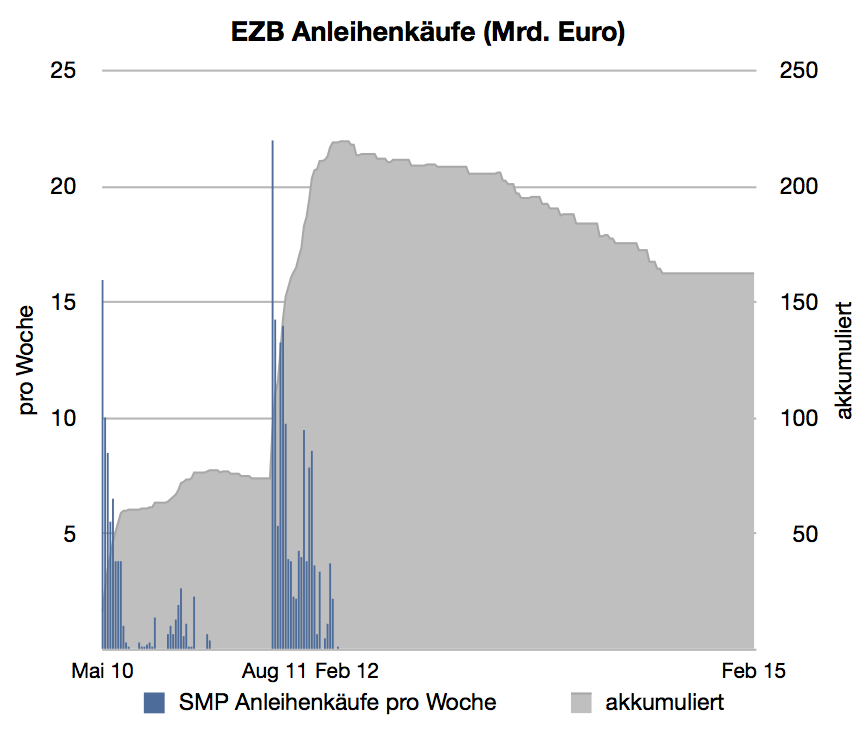
EZB-Anleihenkäufe in Milliarden von Euros seit Mai 2010

Am 9. Mai 2010 gab sich die EZB in einer koordinierten Aktion mit mehreren EU-Staaten, die an diesem Wochenende das erste 750-Milliarden-Euro-Rettungsprogramm beschlossen, die Möglichkeit, mit sofortiger Wirkung sowohl private als auch – was ein Novum darstellte – staatliche Anleihen am Sekundärmarkt aufzukaufen (Securities Markets Programme, SMP). Das SMP wurde seit seiner Implementierung bis September 2012 durchgängig aufrechterhalten. Dabei lassen sich zwei Perioden starker Anleihekäufe ausmachen: Zum einen die Zeit von Mai bis Anfang Juli 2010 (ca. 60 Mrd. Euro) und die Zeit zwischen Anfang August 2011 und Mitte Januar 2012 (ca. 140 Mrd. Euro) (siehe nebenstehende Grafik). Insgesamt belief sich das Volumen des SMP auf etwa 210 Mrd. Euro. Die Transaktionen waren grundsätzlich sterilisierter Natur (sterilized) – das heißt, die Zentralbank entzog dem Markt die durch die Ankäufe zugegangene Liquidität wieder durch andere sogenannte Feinsteuerungsoperationen mit dem Ziel, die Inflationsgefahr auszuräumen. Die Höhe der Anleihenkäufe wurde wöchentlich annonciert, nicht jedoch ihre Komposition. Diese wurde erst nach Beendigung des Programms (siehe unten) punktuell mitgeteilt; zum 31. Dezember 2012 machten italienische Papiere nominal knapp die Hälfte des Gesamtvolumens (218 Mrd. Euro nominal, Buchwert 208,7 Mrd. Euro) aus, gefolgt von spanischen (20 %) und griechischen (16 %).
Das SMP wurde von der EZB am 6. September 2012 mit sofortiger Wirkung beendet. An seine Stelle traten Outright Monetary Transactions (OMTs), die es der EZB ermöglichen, in potenziell unbegrenztem Maße Staatsanleihen am Sekundärmarkt aufzukaufen, jedoch nur dann, wenn die jeweiligen Staaten in einem ESM- oder EFSF-Programm befindlich oder bereits Empfänger eines Bail-outs durch den IWF und die Europäische Union gewesen sind. Der IWF soll dabei die Umsetzung des entsprechenden Programmes überwachen; erfüllt ein Land die ihm auferlegten Auflagen nicht, sollen entsprechende OMTs eingestellt werden. Die OMTs sollen vor allem für Anleihen mit ein- bis dreijähriger Laufzeit zur Anwendung kommen und sind wie schon im Falle des SMP sterilisiert. Insbesondere gibt die EZB in den OMTs den im Zusammenhang mit griechischen Anleihekäufen beanspruchten bevorzugten Gläubigeranspruch (preferred creditor status) auf (pari passu); er sollte im Falle eines Restrukturierungsereignisses (restructuring event) sicherstellen, dass die Ansprüche der EZB bevorzugt (also vor denen privater Investoren) beglichen werden. Die etwa 200 Mrd. Euro, die bereits unter dem SMP angekauft worden waren, sind von dieser Änderung nach Aussage Draghis nicht betroffen.

##### Zinsentscheidungen
Der Zinssatz für Hauptrefinanzierungsgeschäfte („Leitzins“) wurde von der EZB während der Krise zunächst nicht verändert und verblieb so auf dem im Mai 2009 festgelegten Niveau von 1,00 %. Unter Verweis auf erhöhte Inflationsgefahren (unter anderem aufgrund steigender Rohstoffpreise) wurde der Leitzins zum 13. April 2011 auf 1,25 % erhöht. Zwei Monate darauf kam es zu einer abermaligen Erhöhung um 25 Basispunkte auf 1,50 %, was mit den Teuerungsgefahren durch Energie- und Rohstoffpreise einerseits und mit der durch die EZB-Politik der vergangenen Jahre akkumulierten Liquidität andererseits begründet wurde. Die Zinserhöhung wurde zum 9. November wieder zurückgenommen. Zum 14. Dezember 2011 wurde der Leitzins erneut um 25 Basispunkte auf 1,00 % gesenkt; eine weitere Absenkung folgt zum 11. Juli 2012 auf 0,75 %. Insbesondere senkte die EZB zum 11. Juli 2012 den Zinssatz für die Einlagefazilität, der bereits ab Mai 2009 stets im Gleichschritt mit dem Leitzins verändert wurde, ebenfalls um 25 Basispunkte auf 0,00 %. Zum 8. Mai 2013 wurde der Hauptrefinanzierungssatz auf 0,50 %, derjenige für die Spitzenrefinanzierungsfazilität um 50 Basispunkte auf 1,00 % abgesenkt.

##### Akzeptierte Sicherheiten
Anfang Mai 2010 wurden die für Kreditgeschäfte mit der EZB geltenden Bonitätserfordernisse für griechische Staatsanleihen (und vom griechischen Staat vollständig garantierte Papiere) ausgesetzt, sodass sie ungeachtet ihres Ratings als Sicherheit für die Kreditgeschäfte zwischen EZB und Geschäftsbanken eingesetzt werden konnten. Im Juli 2011 tat es die EZB dem hinsichtlich portugiesischer Staatsanleihen (wie auch schon seit März 2011 für Irland) gleich.
Am 8. Dezember 2011 weitete die EZB den Pool der akzeptierten Sicherheiten dergestalt aus, dass nunmehr auch Asset-Backed Securities mit geringerer Bonitätsnote sowie erstmals auch Kredite an kleine und mittelgroße Unternehmen akzeptiert wurden. Mitte Februar 2012 kündigte die EZB eine weitere Lockerung an, indem auch die Akzeptanz klassischer Bankkredite als Sicherheiten bekanntgegeben wurde. Ende Juni 2012 kündigte die EZB an, zukünftig weitere Wertpapierarten sowie bestimmte Wertpapiere (zum Beispiel Residential Mortage Backed Securities) mit noch geringerer Bonität – auf der Skala einiger Ratingagenturen bereits nur noch die zweitbeste Note innerhalb des Ramschniveaus – zu akzeptieren. Am 6. September 2012 beschloss die EZB eine abermalige Aufweichung der Kriterien, indem für Staaten, die dem OMT-Programm angehören (siehe weiter oben unter „Ankauf von staatlichen und privaten Anleihen“) sämtliche Rating-Anforderungen an zu hinterlegende Sicherheiten für Kreditgeschäfte zwischen der EZB und Geschäftsbanken fallengelassen wurden.
Ab dem 25. Juli 2012 wurden bei Refinanzierungsgeschäften griechische Staatsanleihen oder sonstige durch Griechenland voll garantierte Papiere als Sicherheiten nicht mehr akzeptiert; unter Verweis auf die positive Entwicklung des Landes hob die EZB diesen Beschluss mit Wirkung zum 21. Dezember 2012 wieder auf. Zyprische und durch den zyprischen Staat garantierte Papiere, die infolge mehrerer Herabstufungen durch Rating-Agenturen im Juni 2012 standardmäßig nicht mehr als Sicherheiten akzeptiert wurden, erlangten ihre Notenbankfähigkeit infolge einer länderspezifischen Lockerung der Anforderungen am 2. Mai 2013 wieder, wenngleich auch diese in der Woche des Anleihentausches Ende Juni 2013 kurzzeitig wieder ausgesetzt wurde.
Ende Juli 2013 gab die EZB geplante Änderungen im Bereich der grundlegenden Ausrichtung ihrer Anforderungen an Sicherheiten bekannt. Nach Ansicht von Kommentatoren benötigten die dahinter stehenden technischen Modifikationen aufgrund einer Reduktion der vorgenommenen Haircuts und einer Absenkung der benötigten Rating-Klasse forderungsbesicherte Wertpapiere (asset-backed securities, ABS).

##### Refinanzierungsgeschäfte
Mit den Beschlüssen im Mai 2010 wurden – bis heute (Stand: August 2013) anhaltend – mehrere unlimitierte Refinanzierungsgeschäfte mit dreimonatiger Laufzeit durchgeführt. Seit einer Änderung des Verfahrens im Zuge der Lehman-Krise können Geschäftsbanken dort zu einem von der EZB vorgegebenen Zinssatz unter Aufbietung der erforderlichen Sicherheiten für drei Monate beliebige Geldsummen erhalten (Mengentender mit Vollzuteilung); demselben Verfahren folgten auch weiterhin – und folgen abermals bis heute (Stand: August 2013) – die wöchentlichen Hauptrefinanzierungsgeschäfte mit einwöchiger Laufzeit. Mit Beschluss vom 6. Dezember 2012 ließ die EZB verlauten, dieses Zuteilungsverfahren „so lange wie noch erforderlich“ beizubehalten; späteren Beschlüssen zufolge gilt dies in jedem Fall mindestens bis Juli 2014.
Am 8. Dezember 2011 kündigte die EZB zwei langfristige Refinanzierungsgeschäfte (LTROs) mit einer Laufzeit von drei Jahren an (Mengentender mit Vollzuteilung, siehe oben). Das erste dreijährige Geschäft wurde am 21. Dezember lanciert. In Übertreffung der Erwartungen von Analysten wurden dabei rund 489 Mrd. Euro an 523 Banken zugeteilt; der zu entrichtende Zinssatz entspricht dem durchschnittlichen Leitzins während der dreijährigen Laufzeit. Intendiert war mit den Maßnahmen ebenfalls eine bessere Liquiditätsversorgung sowie Verbesserungen auf dem Markt für gedeckte Schuldverschreibungen; teilweise floss die zugeteilte Summe wohl auch in den Erwerb von Staatsanleihen. Der zweite 3-Jahres-LTRO am 29. Februar 2012 führte zu einer Zuteilung von knapp 530 Mrd. Euro an 800 Geldhäuser, wobei gegenüber der ersten Auflage des Programms zusätzliche Sicherheiten akzeptiert wurden (siehe oben „Bonitätsanforderungen an staatliche Anleihen“), was auch kleinere Institute zur Liquiditätsaufnahme bewegte. Im Januar 2013 zahlten die Banken des Euroraumes von diesen Krediten 137 Mrd. Euro zurück.

##### Ankauf besicherter Wertpapiere –Covered Bond Purchase Programme(CBPP2)
Die zweite große programmatische Innovation implementierte die EZB durch die Reaktivierung des Programms zum Ankauf gedeckter Schuldverschreibungen (Covered Bond Purchase Programme, CBPP) im Oktober 2011. Im Rahmen dieses Programms sollten zwischen November 2011 und Oktober 2012 sogenannte Covered Bonds, also mit Sicherheiten unterlegte Wertpapiere (beispielsweise Pfandbriefe) am Primär- und Sekundärmarkt im Wert von 40 Mrd. Euro erworben werden. Das erste CBPP kam zwischen Juni 2009 und Juni 2010 im Zuge der Finanzmarktkrise zur Anwendung. Die Maßnahme zielte nach Ansicht von Kommentatoren primär darauf ab, die Geldversorgung der Bankinstitute zu sichern, die im Zuge der fortschreitenden Krise stärker erschwert war; dabei hatte der Verkauf von Covered Bonds nach Problemen auf dem Interbankenmarkt bereits im Vorfeld zunehmend klassische Wege der Liquiditätsbeschaffung ersetzt.
Das CBPP2 lief am 31. Oktober 2012 plangemäß aus; bis dato hatte die EZB ein Ankaufvolumen von knapp 16,5 Mrd. Euro realisiert.

##### Grundkapitalerhöhung
Am 16. Dezember 2010 beschloss die EZB erstmals wieder nach zwölf Jahren eine Erhöhung ihres Kapitals um nahezu das Doppelte auf etwa 11 Mrd. Euro, was sie mit Volatilitätssteigerungen in verschiedenen Bereichen und der Ermöglichung fortgesetzter Reservenaufbaus begründete; speziell wurde der Schritt allgemein als Reaktion auf die Unsicherheit der im Rahmen des SMP erworbenen Anleihenbestände interpretiert.

### Vorschläge und nicht beschlossene Maßnahmen

#### Gemeinsame Anleihen und Eurobonds
Ein breit diskutierter Vorschlag sieht die Emission gemeinsam garantierter Anleihen vor, um die Refinanzierungskosten der von der Krise betroffenen Staaten zu senken. Dabei existieren unterschiedliche Konzepte. Die meisten Vorschläge setzen daran an, dass sich einzelne Staaten zusammenschließen und eine Institution schaffen, die Anleihen begibt. Diese Anleihen könnten wiederum einer einzelstaatlichen oder einer gemeinsamen Haftung unterworfen werden. So wäre es denkbar, dass die beteiligten Staaten nur für den von ihnen in Anspruch genommenen Teil der emittierten Papiere (und deren korrespondierende Kosten) haften müssen; nutzt ein Staat demnach beispielsweise 30 Prozent des Instruments zu seiner Finanzierung, wäre seine Haftung auch auf diesen Anteil beschränkt. Eine andere und verbreitetere Möglichkeit besteht demgegenüber in einer gemeinsamen Haftung für die Anleihen. Könnte in diesem Fall ein Staat seinen Zahlungsverpflichtungen nicht mehr nachkommen, hätten die Investoren einen unmittelbaren Anspruch gegenüber den anderen beteiligten Ländern.
Vorzüge solcher Modelle werden üblicherweise darin gesehen, dass es den Staaten so möglich würde, sich zu niedrigeren Zinsen am Kapitalmarkt zu refinanzieren. Insbesondere trifft dies auf die Version mit einer gemeinschaftlichen Haftung zu, da so partikulare Ausfallrisiken an Bedeutung einbüßen. Zudem können derartige gemeinsame Anleihen – auch über die Kanäle des Interbankenmarktes – die Marktliquidität erhöhen. Entgegengehalten wird indes im Falle der gemeinsamen Haftung des Öfteren ein moralisches Risiko, da die gemeinsame Anleihenemission für weniger zahlungsstarke Teilnehmer Anreize zur Misswirtschaft oder übermäßigen Aufnahme von Schulden zulasten der zahlungsstärkeren Partner gibt. Aus diesem Grund fordern einige Kommentatoren im Falle derartiger gemeinsamer Anleihen eine stärkere fiskalpolitische Integration, die auch Eingriffe in die nationalstaatliche Budgethoheit vorsieht (Eurobonds).
Ein abgewandeltes Konzept von Markus Brunnermeier sieht vor, dass eine Institution selbst Staatsanleihen von Staaten der Eurozone im Verhältnis der jeweiligen Wirtschaftskraft aufkauft und diese als Sicherheiten für die Emission zweier Arten von Wertpapieren (European Safe Bonds) verwendet – einer sicheren (höhere Seniorität der Ansprüche) und einer weniger sicheren Art. Damit wird insbesondere auch das Ziel verfolgt, dem Mangel an sicheren Wertpapieren während der Eurokrise zu begegnen.

#### Gedeckte Schuldverschreibungen
Nach einem – insbesondere nach seiner Adaption durch den finnischen Premierminister diskutierten – Ansatz könnten Staaten, die von der Krise betroffen sind, pfandbriefähnliche Anleihen herausgeben, die beispielsweise von Vermögenswerten des Staates oder (zukünftigen) Steuereinnahmen gedeckt wären. Durch diese Absicherung würden, so die Erwartung, die Refinanzierungskosten sinken. Ein weiterer Vorteil wird darin gesehen, dass derartige Anleihen über ihre Deckungswerte einen starken Anreiz setzen, keine Zahlungsausfallereignisse aufkommen zu lassen.

#### Aufspaltung bzw. Austritte aus dem Euro
Durch die Vorschläge zur Wiedereinführung nationaler Währungen bzw. einer Aufspaltung in Nord-Euro und Süd-Euro sollen die nationalen Besonderheiten (insbesondere die Inflationsantizipation) im Rahmen der Währungspolitik besser berücksichtigt werden können. Mit Wiedereinführung einer nationalen Währung würde durch den Wechselkursmechanismus die Kaufkraftparität zu anderen Volkswirtschaften wiederhergestellt werden, so dass sich die Wettbewerbsfähigkeit schlagartig verbessern würde. Damit würden in der Theorie die makroökonomischen Ungleichgewichte wegfallen. Stattdessen könnten die Staaten jeweils eine Währungsunion präferieren und derjenigen beitreten, die zu ihnen passt. Ob die Wettbewerbsfähigkeit durch eine Abwertung tatsächlich verbessert werden kann hängt aber von der Reaktion der Marktteilnehmer ab. Laut Barry Eichengreen steht zu erwarten, dass Kreditgeber eine höhere Inflation in Austrittsländern bzw. dem Süd-Euro antizipieren und deshalb höhere Kreditzinsen verlangen. Ebenso könnten die Währungsabwertung und höhere Inflation eine Lohn-Preis-Spirale auslösen. In jedem Fall verursacht eine Abwertung der Währung eine reale Aufwertung (Erhöhung) der privaten und staatlichen Schulden. Aus diesen Gründen ist der Nutzen eines Euro-Austritts bzw. eines Süd-Euro umstritten. Ein großes Problem sei, dass jedem Marktteilnehmer klar sein dürfte, dass gerade die Abwertung der Hauptzweck der Aufspaltung ist. Um der Herabwertung des eigenen Geldvermögens zu entgehen, würden Finanzinstitute, Firmen und Privathaushalte im schlimmsten Fall in einem systemweiten Bank Run ihr Geld ins Ausland schaffen. Da die Aufspaltungsländer sowieso schon Probleme bei der Refinanzierung haben, könnten sie das Bankensystem nicht stützen. Das Ergebnis wäre eine Finanzkrise, die mit großer Wahrscheinlichkeit auf das Wirtschaftswachstum und die Beschäftigung durchschlagen würde.
Nach dem Sondergutachten des Sachverständigenrats zur Begutachtung der gesamtwirtschaftlichen Entwicklung vom 5. Juli 2012 sind Konzepte der Aufspaltung bzw. des Austritts der Nordländer aus dem Euro mit hohen Risiken verbunden:
- Für die Finanzmärkte würde dies einen zentralen Regimewechsel bedeuten, es kann zu Kapitalverlagerungen kommen, welche die Situation der Finanzsysteme der Austrittsländer erheblich belasten.
- Deutschen Kapitalanlegern würde eine Auflösung der Währungsunion erhebliche Verluste bringen. Die deutschen Auslandsforderungen gegenüber dem Euro-Raum betragen 2,8 Billionen € zzgl. 907 Milliarden € Target-2 Forderungen der deutschen Bundesbank. Ein Teil dieser Forderungen würde uneinbringlich.
- Kurzfristig könnte es zu einem Unsicherheitsschock mit einem Einbruch der deutschen Wirtschaftsleistung um 5 % kommen.
- Die mit einer Wiedereinführung der DM verbundene Aufwertung würde auf Dauer die internationale Wettbewerbsfähigkeit der deutschen Wirtschaft nicht nur in Europa, sondern weltweit erheblich beeinträchtigen.

Nach Ansicht von Malte Fischer ist der Wechselkurs keine entscheidende Größe für die Nachfrage nach deutschen Produkten, weil diese wegen ihrer hohen Produktqualität wenig preissensibel seien. Das Frühjahrsgutachten 2015 des Sachverständigenrats weist auf deutlich verbesserte Schutzmechanismen im Euro-Raum hin wie die Bankenunion, den ESM und Instrumente der EZB.

##### Nord- und Süd-Euro
Ein Vorschlag zur Lösung der Verschuldungskrisen sieht vor, statt der bestehenden Euro-Währungsunion, bei der hinsichtlich wirtschaftlicher und finanzieller Vorstellungen sehr heterogene Staaten eine Währung zu führen versuchen, zwei Währungsunionen einzuführen: In jeder der beiden Währungsunionen könnten jeweils Staaten mit ähnlicher Wirtschafts- und Finanzstruktur sowie ähnlichen währungspolitischen Ansätzen eine eigene Gemeinschaftswährung führen. Weil die meisten währungsrelevanten Unterschiede zwischen eher nördlich und südlich liegenden EU-Staaten vorhanden sind, wird dabei zumeist von einem Nord-Euro und einem Süd-Euro gesprochen. Das Konzept beruht auf der Annahme, dass bei einer Spaltung des Währungsgebietes die langfristigen Vorteile die kurz- und langfristigen Nachteile übertreffen werden.
Einer wissenschaftlichen Untersuchung des Österreichischen Instituts für Wirtschaftsforschung im Jahr 2012 zufolge wäre für Österreich eine Wirtschaftskrise zu erwarten, die derjenigen des Jahres 2009 in etwa gleichkäme und zwei Jahre andauern würde. Es würde etwa fünf Jahre dauern, bis die Defizite im Bruttoinlandsprodukt wieder wettgemacht würden. Die Arbeitslosigkeit würde zeitweise um etwa 180.000 Personen ansteigen. Das Institut für Höhere Studien ermittelte für Österreich einen Einbruch von minus 7,5 % bei Einführung eines Nord-Euros bis 2016 und eine Zunahme der Arbeitslosen um 80.000 Personen. Diese Zahlen beziehen sich auf ein, laut Autoren, „optimistisches“ Referenzszenario, in dem angenommen wird, dass die Krisenländer ihre Lohnstückkosten durch interne Abwertung senken, ihre Banken rekapitalisieren und ihre Kredite zurückzahlen werden. Zudem müssten die Euroländer bereit sein, weitere Schuldenschnitte in Kauf zu nehmen und bei Bedarf weitere Banken zu rekapitalisieren und, wenn notwendig, den ESM aufzustocken. Trotzdem würde das Wirtschaftswachstum vor allem in den Südländern über viele Jahre sehr klein ausfallen, was die Rückzahlung der Kredite erschweren würde. Mit einem Nord-Euro würde die Wachstumsrate des österreichischen Bruttoinlandsproduktes für zwei Jahre negativ ausfallen, aber danach wieder auf etwa 2 % ansteigen.
Alternativ schlug Markus C. Kerber, Professor für öffentliche Finanzwirtschaft und Wirtschaftspolitik an der Technischen Universität Berlin, vor, den Euro insgesamt beizubehalten, jedoch zusätzlich einen Nord-Euro – Kerber nennt ihn „Guldenmark“ – als Parallelwährung einzuführen. Dieser solle von Ländern mit Leistungsbilanzüberschuss – konkret Deutschland, den Niederlanden, Finnland, Österreich und Luxemburg – getragen werden. Die Guldenmark könne Wettbewerbsunterschiede zwischen Nord und Süd ausgleichen helfen.

##### Euro-Austritt einzelner Staaten
Ein weiterer Vorschlag zur Lösung der Verschuldungskrisen sieht vor, dass einzelne Euro-Staaten aus der Gemeinschaftswährung Euro und dem Eurosystem wieder aussteigen und stattdessen beispielsweise wieder eine nationale Währung und ein nationales Währungssystem einführen, um zum Euro abzuwerten und Wettbewerbsrückstände abzubauen. Intensiv wird dies für Griechenland mit seinen besonders ausgeprägten makroökonomischen Ungleichgewichten unter dem Begriff „Grexit“ diskutiert. Bei einem Grexit sieht Volker Wieland, Mitglied im Sachverständigenrat zur Begutachtung der gesamtwirtschaftlichen Entwicklung, Chancen auf schnelleres Erreichen internationaler Wettbewerbsfähigkeit und bis dahin auf weniger hohe Arbeitslosigkeit.
In historischem Vergleich von 71 Währungskrisen fanden sieben Wirtschaftsforscher des Leibniz-Instituts für Wirtschaftsforschung (ifo) 2012 diese Tendenz, dass sich Länder nach Währungsabwertungen deutlich rascher erholten als nach inneren Abwertungen.:S. 11 ff. Detaillierte Vergleiche der inneren Abwertung in Lettland und Irland mit Währungsabwertungen in Italien, Thailand und Argentinien bestätigten den ifo-Forschern, dass die Währungsabwertungen vorteilhaft waren (auch sozial).:S. 14 ff. Mögliche Wirkungen einer griechischen Währungsabwertung auf Schuldenbeträge (Bilanzeffekte) sprächen eher für als gegen einen Austritt.:S. 30 f. Technisch-organisatorisch sei ein Grexit mit moderaten Kosten möglich. Der Grexit sei demnach für Griechenland eine gangbare Alternative.:S. 34 f.
Verbreitet ist dennoch die Meinung, dass kein Land die Eurozone freiwillig verlässt. Ein zwangsweiser Ausschluss ist vermutlich nicht möglich. Gleichwohl könnte Griechenland gezwungen sein, eine zusätzliche eigene Währung (Komplementärwährung) einzuführen: wenn nämlich die Länder, die bisher für griechische Kredite bürgten, nicht mehr für weitere Tranchen aus den Hilfspaketen einstehen (z. B. weil Griechenland Forderungen nicht eingehalten hat) und Griechenland am Kapitalmarkt keine Kredite mehr erhält (d. h. es nicht schafft, Käufer für neu emittierte Staatsanleihen zu finden). Der Spiegel veröffentlichte Anfang 2015 ein detailliertes Szenario, wie Griechenland aus dem Euro ausscheiden könnte.
Um spekulative Verwerfungen und eine weitere Kapitalflucht aus einem Eurokrisenstaat bei einem Euro-Ausstieg zu vermeiden, müsste nach allgemeiner Ansicht ein solcher Ausstieg ohne vorherige Ankündigung sehr plötzlich kommen. Da bislang ein Euro-Austritt in den EU-Verträgen nicht vorgesehen ist, wurde 2011 in einem Planspiel der FAZ in diesem Zusammenhang ein sogenanntes „vereinfachtes Vertragsänderungsverfahren“ vorgeschlagen. Barry Eichengreen hält eine spontane vollständige Umstellung für nicht möglich. Anders als noch im 19. Jahrhundert müssten Zentral- und Geschäftsbanken die Software für ihre IT-Systeme und für sämtliche Geldautomaten umschreiben. Außerdem wäre eine politische Debatte und ein Gesetzgebungsverfahren auf europäischer Ebene und auf Ebene der nationalen Parlamente notwendig. Während dieser Zeit hätten alle Bürger und Investoren einen starken Anreiz, ihr Geld vor der erwartbaren Abwertung um 20–30 % durch Kapitalflucht der aus der Eurozone austretenden Volkswirtschaft zu entziehen. Demgegenüber schildern Born et al. die positiven Erfahrungen bei der Aufspaltung der ehemaligen Tschechoslowakei in einer Februarwoche 1993.:S. 31 f
Ein weiteres Problem sei die Ansteckungsgefahr. Ein solcher Schritt könne auch das Vertrauen in die Bankensysteme anderer von der Krise betroffener Staaten erschüttern. Ein griechischer Austritt könne zu Kapitalflucht aus anderen südeuropäischen Ländern führen, da dann die Angst bestehe, dass diese ebenfalls austreten könnten und die Bürger ihre Spareinlagen in „harten“ Euro vor einer Umstellung in eine „weiche“ neue Währung schützen wollen. Diese Kapitalflucht zöge eine weitere Destabilisierung nach sich, die in einer sich selbsterfüllenden Prophezeiung eine Kettenreaktion weiterer Austritte auslösen könnte. Nach zwei Gutachten im Frühjahr 2015 des Sachverständigenrats und des Internationalen Währungsfonds IWF wurde die Ansteckungsgefahr aufgrund der oben beschriebenen Schutzmechanismen im Euro-Raum wie der Bankenunion, des ESM und der Instrumente der EZB deutlich reduziert bzw. beherrschbar. Es drohe kaum Ansteckung über Handelsbeziehungen. Von den 2010 bestehenden Ansteckungsgefahren für Banken außerhalb Griechenlands bleibe wenig. Spekulative Risiken seien schon deshalb geringer, weil nun Verletzungen des Regelwerks der Währungsunion stärker und glaubwürdiger abgelehnt würden.

#### Entschuldung durch einmalige Vermögensabgabe
Weitere Vorschläge zur Reduzierung der Staatsschulden sind einmalige Vermögensabgaben oder Zwangsanleihen. Denn laut DIW stehen den hohen Staatsschulden hohe private Vermögen gegenüber. Privathaushalte mit höherem Vermögen und Einkommen könnten zur Refinanzierung und zum Abbau der Staatsschulden herangezogen werden. Eine derartige Abgabe hätte verschiedene Vorteile. Zum einen wäre keine Dämpfung der Konsumnachfrage zu befürchten. Außerdem würde die gestiegene Ungleichheit der Vermögen reduziert. Eine Schwierigkeit besteht in der genauen Ermittlung der Vermögenswerte sowie darin, Steuerflucht und Steuerdelikte zu verhindern. Die meisten der sich in der Krise befindlichen Staaten weisen einen überdurchschnittlichen Teil an unbesteuerter Schattenwirtschaft, eine überdurchschnittlich verbreitete Praxis der Steuerhinterziehung, Kapitalflucht oder besonders niedrige Steuersätze auf.
Das DIW berechnet, dass eine Vermögensabgabe von 10 %, von der die reichsten 8 % der Bevölkerung betroffen wären, für Deutschland 230 Milliarden Euro bereitstellen würde. Dies ließe sich vermutlich auf andere europäische Länder übertragen. Historisch gebe es etwa für Deutschland viele Beispiele entsprechender Vermögensabgaben, v. a. der Wehrbeitrag von 1913, das Reichsnotopfer im Rahmen der Erzbergerschen Steuer- und Finanzreformen von 1919 als außerordentliche Vermögensabgabe, die Zwangsanleihe 1922/1923, bei der alle Personen mit einem Vermögen über 100.000 Mark zeichnungspflichtig waren, sowie die Vermögensabgabe 1949, die im Rahmen des Lastenausgleichsgesetzes von 1952 genauer geregelt wurde.
Ein Vorschlag des SPD-nahen Volkswirtschaftlers Harald Spehl sieht eine Entschuldung von Staaten nach dem Vorbild dieses deutschen Lastenausgleichs vor. Da den öffentlichen Schulden in Deutschland (2,5 Billionen Euro) Gläubigerpositionen in gleicher Höhe gegenüberstehen, das private Vermögen in Deutschland mindestens 6,6 Billionen Euro umfasst, könnten Staatsschulden mit Hilfe einer auf die vermögendste Bevölkerungsgruppe beschränkten Vermögensabgabe in der Größenordnung des Lastenausgleichs über einen Zeitraum von 30 Jahren etwa mittels eines Fonds Entschuldung Deutschlands getilgt werden. Ähnliches fordern die Grünen und die Linkspartei.

#### Ungeregelte Insolvenz
Akteure an den Finanzmärkten sind zunehmend der Meinung, dass zumindest im Falle der griechischen Schuldenkrise „ein Ende mit Schrecken, nämlich ein Zahlungsausfall Griechenlands, einem Schrecken ohne Ende inzwischen vorzuziehen wäre“ (Stand Februar 2012). Vereinzelt wird gefordert, nicht mehr die 130 Mrd. Euro als weiteren Rettungsschirm-Kredit zur Verfügung zu stellen, sondern eventuell nur noch einen Überbrückungskredit für die Tilgung von im März 2012 bei Griechenland fällig werdenden Tilgungsverpflichtungen. Die Insolvenz sei sowohl aus Sicht eines Landes wie Griechenland das Beste, weil es dann die Chance auf einen echten Neuanfang hätte, als auch aus Sicht der anderen Länder und insbesondere der Eurozone, die sich im Verlauf der Krise inzwischen besser auf eine Insolvenz von Staaten wie Griechenland vorbereitet hätten. Der Sachverständigenrat zur Begutachtung der gesamtwirtschaftlichen Entwicklung (SVR) untersuchte im Frühjahr 2015 eigens die möglichen Auswirkungen eines griechischen Zahlungsausfalls, der oben als Auslöser eines Euro-Austritts dargestellt ist. Neben den bekannten Ansteckungsgefahren und deren deutlicher Reduzierung macht der SVR dabei auf Probleme der Griechen und griechischen Banken aufmerksam, die auch nach einer Währungsumstellung noch Kredite in Euro bedienen müssen, und auf dadurch mögliche Krisenverstärkung für die griechische Realwirtschaft. Den Insolvenzrisiken stellte die Untersuchung die Ansteckungsgefahr aus Griechenland voran, dass die im gesamten Euroraum angelegte wirtschaftliche Erholung verringert würde, wenn auch in anderen Mitgliedstaaten die notwendigen Anpassungen ausbleiben oder bereits umgesetzte Reformen zurückgedreht würden.:S. 8

## Entwicklung und Maßnahmen in den einzelnen Ländern

### Überblick

#### Die Verschuldungs- und Haushaltslage der meistbetroffenen Staaten

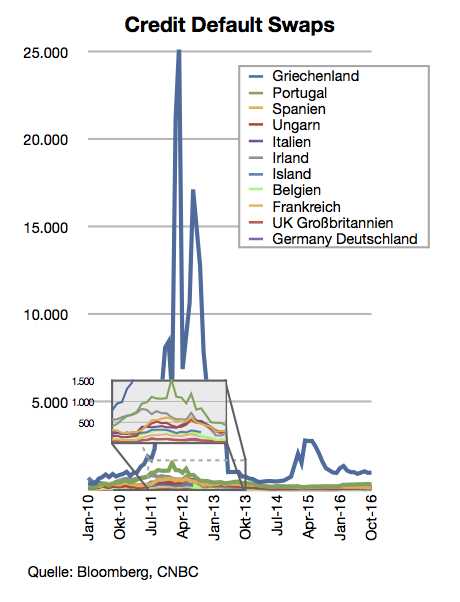
Credit Default Swaps-Spreads ausgewählter europäischer Länder (2010–2013). Bei einem Wert von 1.000 Basispunkten kostet es jährlich 1 Mio. EUR, einen Kredit über 10 Mio. EUR auf fünf Jahre abzusichern.

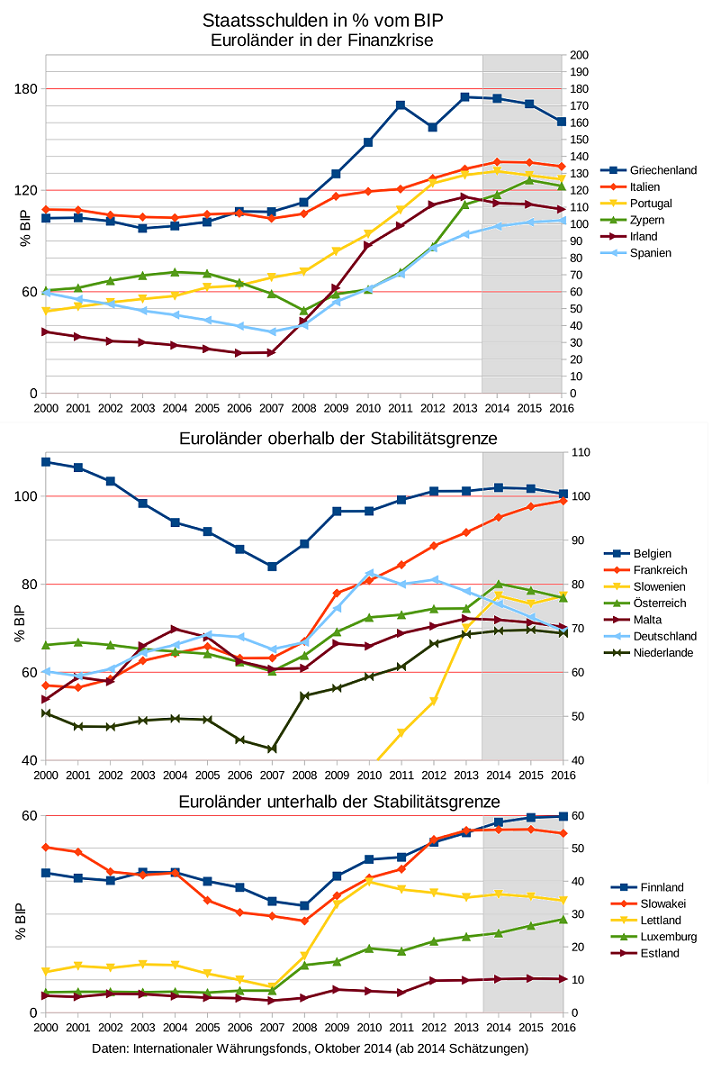
Entwicklung der Staatsschuldenquote im Euroraum mit Prognose

Verglichen mit anderen Industrienationen wie den Vereinigten Staaten, Großbritannien oder Japan liegt die Staatsschuldenquote des Euroraums auf vergleichsweise niedrigem Niveau. Jetzige Krisenländer wie Irland oder Spanien haben in den Jahren vor der Finanzkrise ab 2007 die Kriterien des Stabilitäts- und Wachstumspaktes mustergültig eingehalten, über mehrere Jahre hinweg wurden sogar Budgetüberschüsse erzielt (was in Deutschland seit 1970 nur ein einziges Mal vorkam). In den meisten Krisenländern stieg die Staatsschuldenquote vor allem deshalb, weil in der Finanzkrise ab 2007 einerseits die Wirtschaftsleistung zurückging und andererseits Bankenrettungs- und Konjunkturprogramme anfielen. In den meisten Krisenstaaten (mit Ausnahme von Griechenland) hatte sich die Schuldenkrise vor der Finanzkrise nicht abgezeichnet.
Beim Vergleich der Staatsschuldenquoten (also der Staatsverschuldung im Verhältnis zum Bruttoinlandsprodukt) muss berücksichtigt werden, dass die Solvenz des jeweiligen Staates von den konkreten Umständen abhängt. Ein unter normalen Umständen solventes Land kann als insolvent erscheinen, wenn es in eine Wirtschaftskrise gerät und seine Wirtschaft schrumpft (Rezession). Ebenso ist die Beurteilung von den Refinanzierungskonditionen abhängig. Auch ein Land mit ausgeglichenem Haushalt kann als überschuldet erscheinen, wenn der Zinssatz plötzlich stark steigt. Die Prämien für eine Absicherung gegen den Ausfall von Staatsanleihen (d. h. die sog. Credit-Default-Swap-Spreads oder CDS-Spreads) insbesondere von Griechenland, aber auch von Portugal, sind bis Ende 2011 stark angestiegen (siehe Grafik rechts). Italien und Spanien mussten 2012 ein sehr großes Volumen an aufgenommenen Staatsanleihen zurückzahlen. Italien hat nach Berechnungen der DZ Bank einen Kapitalbedarf – die Jahre 2012 bis 2014 zusammengerechnet – von insgesamt 956 Milliarden Euro, Spanien von 453 Milliarden Euro. Diese hohe Staatsschuldenquote machte auch noch im Jahr 2018 Sorgen. So sah der Chef der österreichischen Finanzmarktaufsicht Helmut Ettl neben Preisblasen an einigen Immobilienmärkten, Börsen und Krypto-Ökonomie besonders die weiter hohe Staatsverschuldung in manchen EU-Staaten als „Erste Warnzeichen“ für eine neue Finanzkrise. In Anbetracht der vielen ungelösten Probleme im Eurobereich, des anhaltenden Niedrigzinsumfeldes, des weltweiten Handelsstreits, der Konflikte in der arabischen Welt, des Brexits sowie der Krise des Multilateralismus, der von einem Multi-Nationalismus abgelöst werde, stehen laut Ettl Anzeichen einer neuen „geopolitische Rezession“ im Raum.
| Staatsverschuldung der meistbetroffenen Staaten und der EU in Prozent des BIP – Maastrichtkriterium ist höchstens 60 Prozent. (2014, 2015: Schätzungen) | 2005    | 2008    | 2009    | 2010    | 2011    | 2012    | 2013    | 2014    | 2015    |
| --- | ------- | ------- | ------- | ------- | ------- | ------- | ------- | ------- | ------- |
| Griechenland | 101,2 % | 113,0 % | 129,7 % | 148,3 % | 170,6 % | 176,7 % | 176,2 % | 177,1 % | 170,9 % |
| Irland | 27,2 %  | 44,3 %  | 64,9 %  | 92,2 %  | 106,4 % | 117,6 % | 124,4 % | 120,8 % | 119,1 % |
| Portugal | 62,8 %  | 71,6 %  | 83,2 %  | 93,5 %  | 108,1 % | 119,1 % | 127,8 % | 130,2 % | 125,7 % |
| Spanien | 43,0 %  | 40,1 %  | 53,9 %  | 61,5 %  | 69,3 %  | 86,1 %  | 94,8 %  | 97,7 %  | 104,3 % |
| Zypern | 69,4 %  | 48,9 %  | 58,5 %  | 61,3 %  | 71,1 %  | 89,7 %  | 116,0 % | 107,5 % | 127,4 % |
| Italien | 105,4 % | 105,8 % | 116,4 % | 119,2 % | 120,7 % | 126,5 % | 133,0 % | 132,1 % | 133,1 % |
| Slowenien | 26,7 %  | 21,9 %  | 35,0 %  | 38,6 %  | 46,9 %  | 54,0 %  | 63,2 %  | 70,1 %  | 74,2 %  |
| Vergleichswerte |         |         |         |         |         |         |         |         |         |
| Europäische Union (27 Länder) | 62,8 %  | 62,5 %  | 74,6 %  | 80,2 %  | 83,0 %  | 86,8 %  | 90,2 %  | 88,2 %  | 90,0 %  |
| Deutschland | 68,5 %  | 66,7 %  | 74,5 %  | 82,5 %  | 80,5 %  | 81,7 %  | 79,6 %  | 74,9 %  | 74,1 %  |
| Österreich | 64,2 %  | 63,8 %  | 69,2 %  | 72,3 %  | 72,8 %  | 74,0 %  | 74,8 %  | 84,6 %  | 73,5 %  |
| Frankreich | 66,7 %  | 68,2 %  | 79,2 %  | 82,3 %  | 86,0 %  | 90,0 %  | 93,5 %  | 95,6 %  | 96,0 %  |
| Vereinigtes Königreich | 42,2 %  | 54,8 %  | 67,8 %  | 79,4 %  | 85,0 %  | 88,7 %  | 94,3 %  | 89,3 %  | 98,6 %  |
| Vereinigte Staaten | 68,2 %  | 71,8 %  | 90,1 %  | 99,2 %  | 103,5 % | 109,6 % | 104,7 % | 105,2 % | 103,8 % |

| Öffentlicher Haushaltssaldo in Prozent des BIP – Maastrichtkriteriumsuntergrenze ist −3 Prozent. (2014, 2015: Schätzungen) | 2005   | 2008   | 2009    | 2010    | 2011    | 2012   | 2013    | 2014   | 2015   | 2016   |
| --- | ------ | ------ | ------- | ------- | ------- | ------ | ------- | ------ | ------ | ------ |
| Griechenland | −5,5 % | −9,8 % | −15,6 % | −10,7 % | −9,4 %  | −6,8 % | −13,1 % | −3,7 % | −5,9 % | +0,7 % |
| Irland | +1,7 % | −7,3 % | −13,9 % | −30,9 % | −13,4 % | −8,4 % | −7,4 %  | −3,7 % | −2,0 % | −0,6 % |
| Portugal | −5,9 % | −3,6 % | −10,2 % | −9,8 %  | −4,4 %  | −5,0 % | −5,9 %  | −7,2 % | −4,4 % | −2,0 % |
| Spanien | +1,3 % | −4,5 % | −11,2 % | −9,7 %  | −9,4 %  | −8,0 % | −6,8 %  | −6,0 % | −5,1 % | −4,5 % |
| Zypern | −2,4 % | +0,9 % | −6,1 %  | −5,3 %  | −6,3 %  | −5,3 % | −5,1 %  | −8,8 % | −1,2 % | +0,4 % |
| Italien | −4,4 % | −2,7 % | −5,4 %  | −4,5 %  | −3,9 %  | −3,0 % | −3,0 %  | −3,0 % | −2,7 % | −2,4 % |
| Slowenien | −1,5 % | −1,9 % | −6,0 %  | −5,7 %  | −6,4 %  | −4,4 % | −15,1 % | −5,4 % | −2,9 % | −1,8 % |
| Vergleichswerte |        |        |         |         |         |        |         |        |        |        |
| Europäische Union (27 Länder)                                                                                              | −2,5 % | −2,4 % | −6,9 %  | −6,5 %  | −4,4 %  | −3,6 % | −3,5 %  | −3,0 % | −2,4 % | −1,7 % |
| Deutschland | −3,3 % | −0,1 % | −3,1 %  | −4,1 %  | −0,8 %  | +0,1 % | 0,0 %   | +0,3 % | +0,7 % | +0,8 % |
| Österreich | −1,7 % | −0,9 % | −4,1 %  | −4,5 %  | −2,5 %  | −2,5 % | −2,5 %  | −2,7 % | −1,1 % | −1,6 % |
| Frankreich | −2,9 % | −3,3 % | −7,5 %  | −7,1 %  | −5,2 %  | −4,5 % | −4,1 %  | −3,9 % | −3,6 % | −3,4 % |
| Vereinigtes Königreich | −3,4 % | −5,0 % | −11,5 % | −10,2 % | −7,8 %  | −6,2 % | −6,4 %  | −5,7 % | −4,3 % | −3,0 % |
| Vereinigte Staaten | −3,2 % | −6,4 % | −11,9 % | −11,3 % | −10,1 % | −8,5 % | −6,4 %  | −5,7 % | −4,9 % |        |

#### Ratings
Parallel zur Entwicklung der Schuldenkrise stuften die Ratingagenturen die Kreditwürdigkeit der betroffenen Staaten mehrfach herab.
Die erste Herabstufung Griechenlands erfolgte im Dezember 2009 und bereits im Juni 2010 war kein Investment-Grade-Rating mehr gegeben. Irland, das bis Juli 2009 noch ein Aaa-Rating hatte, wird seit Juli 2011 (ebenso wie Portugal) nicht mehr als Investment-Grade bewertet. Spanien verlor zwar im Juni 2010 sein Aaa-Rating, hat aber mit A1 nach wie vor Investment-Grade, ebenso wie Italien, das auf A2 herabgestuft wurde (Ratings von Moody’s). Ende 2011 bewertete Moody’s die Euro-Staaten Griechenland (Ca), Portugal (Ba2) und Irland (Ba1) nicht mehr als Investment-Grade. Auch Zypern wurde im März 2012 von Moody’s dieser Status entzogen.
Sechs Staaten der Eurozone, die nicht von einer Verschuldungskrise betroffen sind (Deutschland, Finnland, Frankreich, Luxemburg, Niederlande, Österreich), verfügten mit Triple-A zunächst weiterhin über das bestmögliche Rating. Am 13. Januar 2012 wurden auch Frankreich und Österreich von Standard & Poor’s auf die Note AA+ herabgestuft, womit aus Sicht der größten Ratingagentur lediglich vier der Euro-Staaten die Bestnote behielten. Insgesamt hat Standard & Poor’s die Ratings von neun europäischen Ländern (Frankreich, Italien, Malta, Österreich, Portugal, Spanien, Slowakei, Slowenien und Zypern) im Zuge der Krise herabgesetzt. Am 18. Dezember 2012 stufte Standard & Poor’s Griechenland um mehrere Stufen auf B- herauf.

### Griechenland

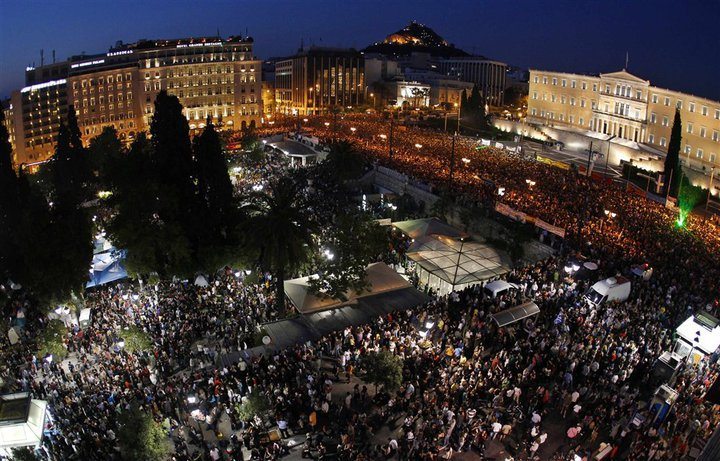
100.000 Menschen protestieren in Athen gegen die Sparmaßnahmen ihrer Regierung, 29. Mai 2011

Am 25. März 2010 beschlossen die Länder der Eurozone einen Notfallplan für das vom Staatsbankrott bedrohte Griechenland. Zuvor hatte die deutsche Bundeskanzlerin Merkel gefordert, durch Vertragsänderungen Verstöße gegen die Euro-Stabilitätskriterien härter zu bestrafen. Nicolas Sarkozy (Präsident Frankreichs 2010) und Gordon Brown (Premierminister Großbritanniens 2010) wollten die dazu nötige Veränderung der EU-Verträge jedoch nicht mittragen.
Der Notfallplan von 2010 sah vor, dass zuerst bilaterale, freiwillige Kredite der Länder der Eurozone Griechenland helfen sollten. An zweiter Stelle kamen die Kredite vom Internationalen Währungsfonds. Das Verhältnis sollte zwei Drittel (Länder der Eurozone) zu ein Drittel (IWF) betragen.
Die Euro-Länder trugen 80 Milliarden Euro, während der Internationale Währungsfonds (IWF) einen Kredit von 26 Milliarden SZR (etwa 30 Milliarden Euro) vergeben wollte.
Der Staat Griechenland hatte zu dieser Zeit Schulden in Höhe von über 300 Milliarden Euro.
Am 29. März 2010 beauftragte Griechenland ein Bankenkonsortium damit, eine neue siebenjährige Staatsanleihe auszugeben.
Die Rating-Herabstufungen griechischer Schuldtitel stellten ein Problem dar, da von der Europäischen Zentralbank (EZB) nur Staatsanleihen mit einer befriedigenden Bonitätsbewertung als Sicherheit für Ausleihung an Banken der Eurozone angenommen wurden. Die EZB beschloss am 3. Mai 2010 eine „beispiellose Ausnahmeregelung“. Demnach erkennt sie nun grundsätzlich auch griechische Staatsanleihen ohne ausreichende Bewertungsstufe als Sicherheit an.
Kritiker warfen der Europäischen Zentralbank vor, sie habe „in dieser Situation ein Tabu gebrochen“, als sie erstmals seit ihrer Gründung 1998 auch (griechische) Staatsanleihen ankaufte. Im September 2012 kündigte EZB-Chef Mario Draghi sogar an, in unbegrenztem Umfang Staatsanleihen von EU-Staaten aufzukaufen.

### Irland

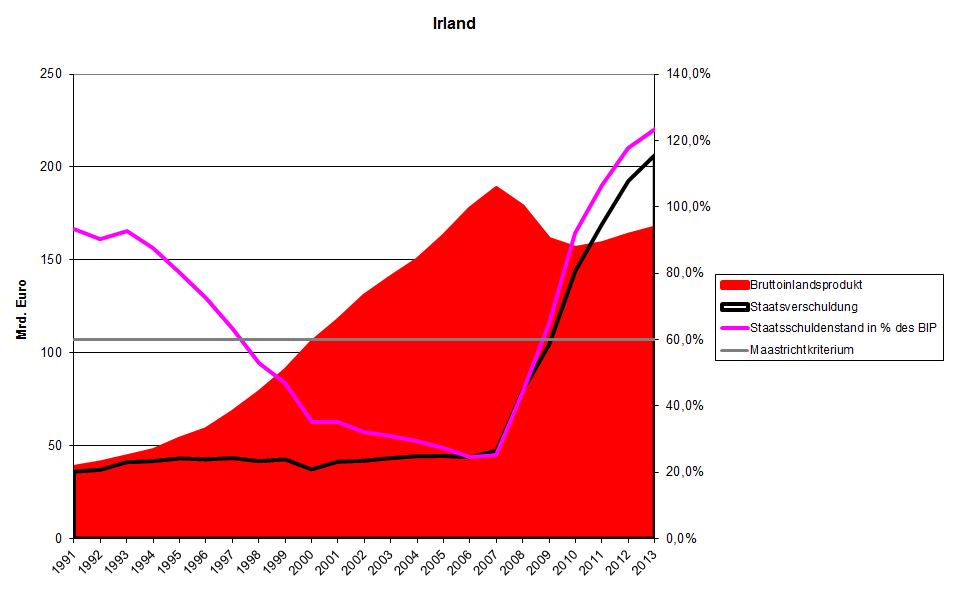
Bruttoinlandsprodukt und Staatsverschuldung in Irland.

Im Zusammenhang mit der Finanzkrise ab 2007 platzte die Immobilienblase Irlands und in Irland trat als eines der ersten Industrieländer bereits im dritten Quartal 2007 eine Rezession ein. Im vierten Quartal 2008 brach die Wirtschaft um 8 % ein. Im Jahr 2009 schrumpfte die Wirtschaft erneut um 7 bis 8 %.
War bisher noch Vollbeschäftigung in Irland gegeben, stiegen nun die Arbeitslosenzahlen so, dass sich Irland erneut zum Auswanderungsland entwickelte.
Aufgrund der irischen Finanz- und Bankenkrise (insbesondere der Anglo Irish Bank) bat Ministerpräsident Brian Cowen am 21. November 2010 die Europäische Union und den IWF um Hilfe.
Auf einem Sondertreffen der Euro-Gruppe- und EU-Finanzminister am 27./28. November 2010 in Brüssel wurde beschlossen, Irland Kredithilfen in Höhe von insgesamt 85 Mrd. Euro über einen Zeitraum von 36 Monaten zu gewähren. Hierfür musste Irland Zinsen in Höhe von 5,83 Prozent (p. a.) zahlen. Von dieser Gesamtsumme übernahm Irland selbst 17,5 Milliarden Euro (u. a. durch Rückgriff auf Irlands nationalen Rentenreservefonds – National Pension Reserve Fund/NPRF), wodurch der Umfang der externen Hilfe auf 67,5 Milliarden Euro reduziert werden konnte.
Die externe Hilfe in Höhe von 67,5 Milliarden Euro wurde wie folgt aufgebracht: 22,5 Milliarden Euro kamen vom Internationalen Währungsfonds (IWF), 22,5 Milliarden Euro steuerte das Gemeinschaftsinstrument EFSM (European Financial Stability Mechanism) bei, 17,5 Milliarden Euro kamen ergänzend vom EFSF (European Financial Stability Fund). Hinzu traten bilaterale Kredite von Großbritannien, Schweden und Dänemark (Großbritannien, Schweden und Dänemark gehören zwar nicht der Eurozone an, sie beteiligten sich aber an der Hilfe, weil ihre Banken ebenfalls stark in Irland engagiert waren und nun vom Euro-Rettungsschirm profitierten): Großbritannien gewährte 3,8 Milliarden Euro, Schweden 598 Millionen und Dänemark 393 Millionen. Deutschland war nach den Worten von Bundesfinanzminister Wolfgang Schäuble an der Finanzhilfe mit rund 6,1 Milliarden Euro Bürgschaften beteiligt. Eine direkte Zahlung Deutschlands erfolgte nicht.
Die Kredite flossen in Raten, wobei in vierteljährlichen Abständen Euro-Gruppe und IWF überprüften, ob Irland die von den Kreditgebern durchgesetzten Austeritäts- und Rekonstruktionsauflagen auch einhielt.
Die Mittel des Rettungspakets wurden so verplant: 50 Milliarden Euro zur Stützung des irischen Staatshaushalts, 35 Milliarden Euro zur weiteren Stabilisierung des irischen Bankensystems.
Bei den Verhandlungen konnte sich die irische Regierung in einem Punkt durchsetzen: Die in Irland bei vergleichsweise niedrigen 12,5 % liegende Körperschaftssteuer wird nicht erhöht. Darüber hinaus wurde Irland ein zusätzliches Jahr zugestanden, um sein Budgetdefizit wieder unter die in den Euro-Stabilitätskriterien festgeschriebene Grenze von 3 % des BIP zurückzufahren. Im Gegenzug für die gewährten Hilfen hatte Irland sich bereits zu einem strikten Austeritätskurs verpflichtet, um auf diese Weise seine Staatsfinanzen wieder in Ordnung zu bringen. Innerhalb der folgenden vier Jahre sollten Konsolidierungsmaßnahmen im Umfang von insgesamt 15 Milliarden Euro realisiert werden (10 Mrd. Euro Ausgabenkürzungen, 5 Mrd. Euro Einnahme-/Steuererhöhungen), 40 % davon bereits im Jahr 2011.
Laut IWF-Berechnungen sollte es Irland gelingen, sein Rekorddefizit von 32 % des Bruttoinlandsproduktes aus dem Jahr 2010 auf weniger als 10,5 % im Jahr 2011 zu drücken. Diese Prognose trat nicht ein: der Wert erreichte 13,1 % (zum Vergleich: es folgten Griechenland (−9,1 %), Spanien (−8,5 %) und das Vereinigte Königreich (−8,3 %)).
Im Dezember 2011 legte die irische Regierung ihr siebtes Sparpaket seit 2008 vor; es hatte das Ziel, die Neuverschuldung für 2012 weiter zu reduzieren und 3,8 Mrd. € einzusparen. Um dieses Ziel zu erreichen, wurde die Mehrwertsteuer von 21 auf 23 Prozent angehoben sowie eine Steuer auf Immobilienbesitz geschaffen.
Im Februar 2013 erklärte das irische Parlament die Abwicklungsbank der Anglo Irish Bank für insolvent. Irlands Notenbank übernahm den Schuldschein des Staates und tauschte ihn in langlaufende Staatsanleihen, wodurch das Volumen ausstehender Staatsanleihen um ein Viertel auf 115 Mrd. Euro wuchs. Für die irische Regierung bedeutet dies einen Zahlungsaufschub von 25 Jahren. Die erste Tilgung wird 2038 fällig. Der irische Premierminister Enda Kenny erwartete, dass durch diese Maßnahme das Budgetdefizit Irlands in drei Jahren auf 2,4 % sinken werde. Das BIP-Wachstum betrug im Jahr 2014 4,8 %. Die Arbeitslosenquote betrug in Irland 2014 11,3 %

### Italien
Die italienische Staatsschuldenquote ist nach der Griechenlands die zweithöchste im Euroraum (Daten bei #Überblick). Laut Unicredit waren 2009 oder Anfang 2010 nur 42 % der italienischen Staatsschulden im Besitz ausländischer Gläubiger, während etwa 77 % der griechischen Staatsschulden im Ausland lagen.
Am 2. Dezember 2009 stellte die Europäische Kommission fest, dass Italien zusammen mit anderen Ländern ein übermäßiges Defizit gemäß Art.104.6/126.6 des EG-Vertrages hatte, und räumte dem Land eine Frist bis 2013 ein, um das Staatsdefizit zu reduzieren.
Im Mai 2010 beschloss die Regierung Berlusconi ein Austeritätsprogramm in Höhe von 62,2 Milliarden Euro. Dadurch sollte die jährliche Neuverschuldung bis 2012 unter die Grenze von 3 % des BIP (siehe Maastricht-Kriterien) gesenkt werden. Im Jahr 2011 verabschiedete die Regierung Berlusconi zwei weitere Maßnahmenpakete. Sie bezweckten weitere Einsparungen und beinhalteten unter anderem die Erhöhung der Mehrwertsteuer um einen Prozentpunkt auf 21 %.
Auf dem G 20-Gipfel im Oktober 2011 in Cannes bat Italien den IWF, als vertrauensbildende Maßnahme für die Finanzmärkte Experten nach Rom zu entsenden, die die italienischen Austeritätsmaßnahmen beobachten. Am 16. November 2011 wurde Mario Monti neuer Ministerpräsident sowie Wirtschafts- und Finanzminister Italiens. Sein Kabinett bestand ausschließlich aus parteilosen Ministern.
Da Italien einen hohen Schuldenberg hat(te) und die Sparmaßnahmen der Regierung Berlusconi teilweise revidiert wurden, nahmen die Finanzmärkte im November 2011 an, dass Italien Hilfen aus der EFSF benötigen könnte; die Renditen für italienische Staatsanleihen stiegen weiter. Die Lage beruhigte sich, als EU-Wirtschafts- und Währungskommissar Olli Rehn versicherte, Italien benötige keine Hilfe.
Monti brachte noch im Dezember 2011 ein erstes Reformpaket durch beide Kammern des italienischen Parlaments. Es trug den Namen „Salva Italia“ („Rette Italien“). Damit stieg das Volumen der von den Regierungen Berlusconi und Monti allein 2011 verabschiedeten Austeritätspakete auf 190 Milliarden. Insgesamt betrug das Ausmaß der zwischen 2008 und 2012 beschlossenen Maßnahmen 330 Milliarden Euro.

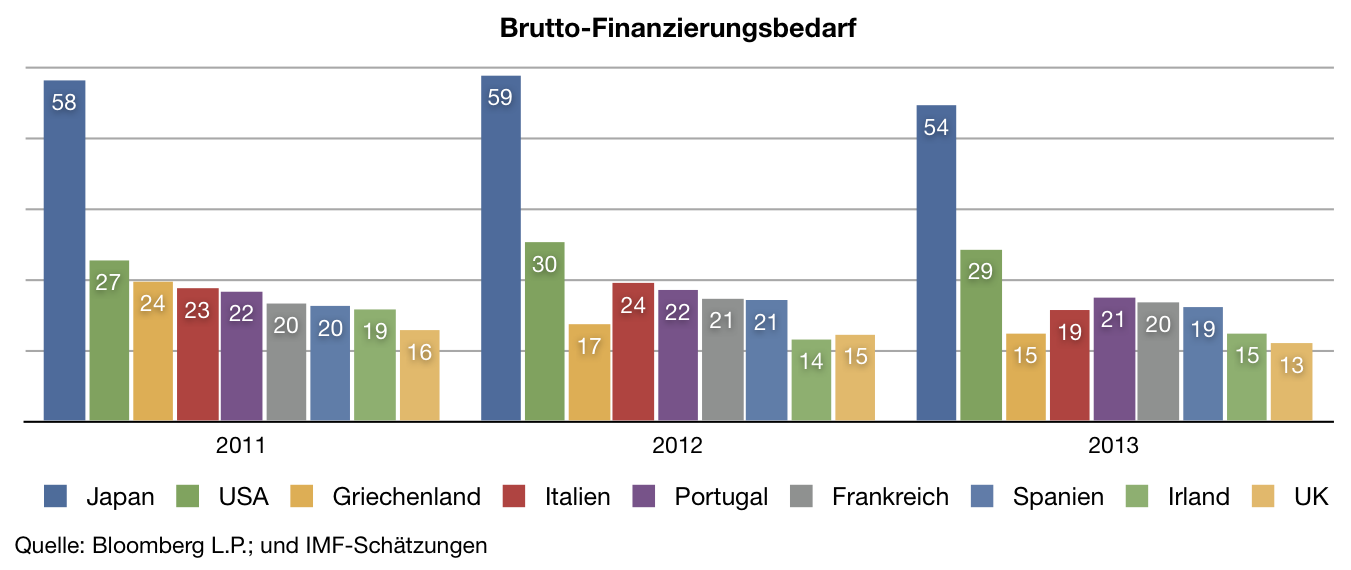
Bruttofinanzierungsbedarf in Prozent des BIP (2011–2013)

Des Weiteren wurde eine Schuldenbremse (nach deutschem Vorbild) beschlossen, Ziel sei ein ausgeglichener Haushalt bis 2013.
2011 gingen über 11.000 Unternehmen in Insolvenz, ein Rekord. Das gemessene Durchschnittseinkommen der Italiener betrug 2011 19.250 Euro. Fast die Hälfte der Steuerzahler, darunter Selbstständige wie Gastwirte und Einzelhändler, verdienten angeblich weniger als 15.000 Euro. Kurz nach Amtsantritt der neuen Regierung verstärkte die Guardia di Finanza ihre Kontrollen und Ermittlungen massiv.
Die Parlamentswahlen in Italien 2013 wurden nach dem Rücktritt von Monti auf den 24./25. Februar 2013 vorgezogen. In der Abgeordnetenkammer erlangte die Mitte-links-Koalition von Pier Luigi Bersani eine Mehrheit; im Senat gab es ein Patt. Berlusconis Partei PdL erhielt 21,56 % der Stimmen.
Italien versteigerte am 27. Februar 2013 neue Staatsanleihen in Höhe von 6,5 Milliarden Euro (wer am wenigsten Zinsen bietet, bekommt den Zuschlag). Die Zinsen für die Zehn-Jahres-Papiere stiegen von 4,17 % auf 4,83 %; die für Fünf-Jahres-Papiere von 2,94 % auf 3,59 %.
Zwei Monate nach der Wahl (der vom Staatspräsidenten beauftragte Pier Luigi Bersani hatte keine Regierung bilden können) bekam Enrico Letta den Auftrag zur Regierungsbildung. Dies gelang ihm; wenige Tage später wurden er und sein Kabinett vereidigt.
In Italien sind zwischen 2008 und 2013 14,1 % der Handelsunternehmen und 22,4 % der Unternehmen im Bausektor weggefallen. Die Krise traf den Norden ungleich stärker als den Süden, der schon vor 2008 nur sehr gering industriell durchdrungen war.
Im Dezember 2013 wurde Matteo Renzi Vorsitzender der sozialdemokratischen Partei Partito Democratico (PD).
Renzi kritisiert scharf, dass die Regierung Letta (im Amt seit 28. April 2013) den angekündigten Reformen – Abbau der überbordenden Bürokratie, ein neues Arbeitsrecht, Investitionen ins marode Bildungssystem – nicht näherkam; ebenso wenig einem neuen Wahlgesetz (eine Hauptaufgabe und Legitimation dieser Koalition, damit künftige Wahlen nicht wieder ein politisches Patt produzieren). Renzi bezeichnete die in der EU vereinbarte Obergrenze für das Haushaltsdefizit der Mitgliedstaaten als „anachronistisch“; die Regierung Letta solle sie einfach ignorieren.
Einen Tag nach einer parteiinternen Abstimmung in der PD am 13. Februar 2014 (Renzi hatte eine neue Regierung gefordert) trat Letta mit seinem Kabinett zurück. Das Kabinett Renzi wurde am 22. Februar 2014 vereidigt. Im Juni 2014 forderte die EU-Kommission die Regierungen Italiens und Frankreichs (Kabinett Valls I) auf, ihre Haushaltspläne für 2015 nachzubessern.
Nach seinem Amtsantritt versprach Renzi monatlich eine Reform umzusetzen. Dieses Vorhaben revidierte er, da viele Reformen in den beiden Parlamentskammern verhandelt wurden.
Im Mai 2015 stimmte das Parlament der Wahlrechtsreform Renzis zu. Ziel ist es, stabilere Regierungen in Italien zu erzielen. Nach der Reform bekommt die Partei, welche mehr als 40 % der Stimmen bei der Wahl erhalten hat, 340 der 630 Parlamentssitze. Wenn keine Partei diese Hürde schafft, kommt es zu einer Stichwahl.
Italien hat mit 480,9 Mrd. Euro (Stand: Ø Aug. 2018) die mit Abstand größten TARGET2-Verbindlichkeiten aufgebaut, die von Mitte 2014 bis Anfang 2017 besonders stark zugenommen haben.

### Portugal

#### Korrektur der Defizitzahlen und erstes Sparpaket der Regierung (2010)

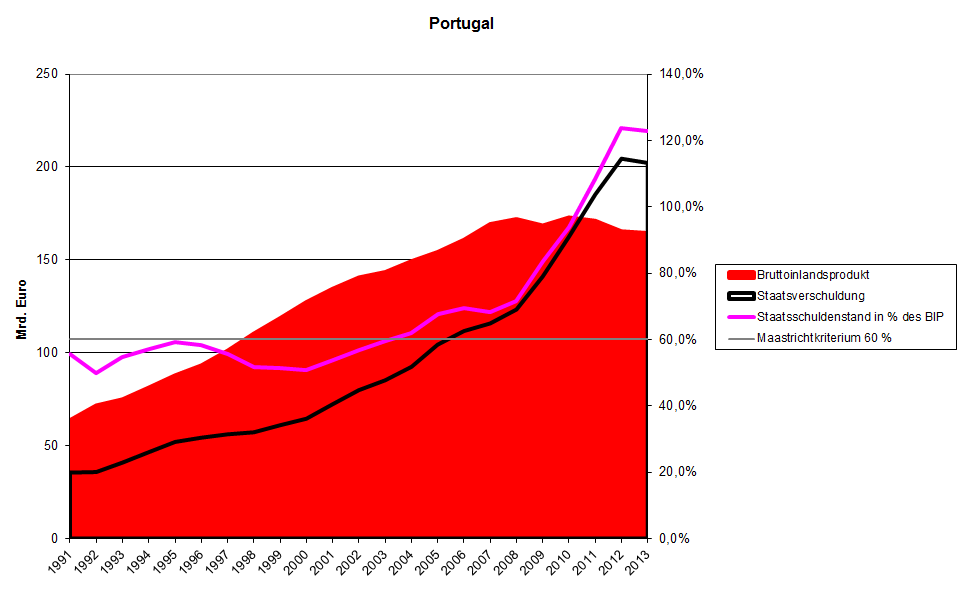
Bruttoinlandsprodukt und Staatsverschuldung in Portugal (1991–2013)

Im November 2009 passte die portugiesische Regierung ihr Budget an und veranschlagte das bis zum Ende des Jahres erwartete Defizit auf acht Prozent. Parallel hierzu versahen mehrere Rating-Agenturen portugiesische Staatsanleihen Ende 2009 mit einem negativen Ausblick. Anfang 2010 stellte sich auch die Acht-Prozent-Schätzung als zu optimistisch heraus, wobei der tatsächliche Wert 9,3 % betrug. Im Februar 2010 billigte das portugiesische Parlament nach langen Auseinandersetzungen im Grundsatz das Budget für das Jahr 2012, nach dem das Haushaltsdefizit auf rund acht Prozent abgesenkt werden sollte. Am 6. März folgte durch die portugiesische Regierung der Beschluss eines Sparpakets. Dieses sah unter anderem vor, die Gehälter im öffentlichen Dienst einzufrieren, steuerliche Ausnahmeregelungen zu reduzieren und Sozialausgaben zu kürzen; schon im Vorfeld hatten Gewerkschaften zu mehreren Streiks aufgerufen. Desohngeachtet stufte die Ratingagentur Fitch Ende März unter Verweis auf die hohen Defizitzahlen für 2009 die Bonitätsnote abermals mit negativem Ausblick herab (von AA auf AA−). Ende April 2010 zog Standard & Poor’s mit einer Herabstufung um gleich zwei Stufen nach, nachdem sich in der Zwischenzeit erhebliche Renditesteigerung bei portugiesischen Staatspapieren eingestellt hatten. Mitte Mai beschloss die Regierung weitere Sparmaßnahmen, darunter eine Erhöhung der Mehrwerts- und Körperschaftssteuer, um das Defizit schneller abzubauen. Ende Mai 2010 fand einer der bis anhin in jüngerer Zeit größten Streiks des Landes mit einer Beteiligung von mehreren Hunderttausend Arbeitnehmern statt, der sich gegen die Sparmaßnahmen richtete.
Die Renditeentwicklung portugiesischer Staatsanleihen beruhigte sich gegen Mitte 2010 wieder etwas, auch vor dem Hintergrund, dass die vier großen portugiesischen Geldhäuser auf Grundlage des Ende Juli veröffentlichten Stresstests der EZB keinen Rekapitalisierungsbedarf aufwiesen.
Am 29. September 2010 kündigte die Regierung im Vorfeld eines Treffens der EU-Finanzminister eine abermalige Verschärfung des Sparkurses an; die europäischen Institutionen begrüßten die weiteren Sparbestrebungen. Nach wochenlangen Verhandlungen zwischen der Minderheitsregierung der sozialdemokratischen PS und der christdemokratisch-konservativen PSD wurde Ende Oktober ein Kompromiss über die Einzelheiten der im Budget für 2011 vorgesehenen Sparmaßnahmen erzielt, der schließlich am 3. November das Parlament passierte. Die Maßnahmen umfassten neben weiteren Kürzungen von Sozialleistungen unter anderem eine schrittweise Kürzung der Gehälter im öffentlichen Dienst, eine Erhöhung der Mehrwertsteuer um weitere zwei Prozentpunkte sowie statt des – bis dato vorgesehenen – Einfrierens der Gehälter im öffentlichen Dienst eine Kürzung selbiger vor. Die Entscheidung vermochte die Finanzmärkte indes nicht unmittelbar zu beruhigen – die Rendite auf zehnjährige Anleihen nahm tags darauf einen neuen Jahreshöchststand an. Mitte Dezember beschloss das Kabinett im Vorfeld eines EU-Gipfels ein 50 Einzelmaßnahmen umfassendes Reformpaket. Fitch korrigierte am 23. Dezember seine bereits im März geminderte Bewertung portugiesischer Staatsanleihen erneut nach unten; die Agentur begründete ihren Schritt mit der noch einmal verlangsamten Reduktion des Leistungsbilanzdefizits und den Attraktivitätseinbußen des Finanzplatzes.

#### Rücktritt der Regierung und Hilfeersuchen an die Euro-Gruppe (2011)
Um den Jahreswechsel mehrten sich Gerüchte, Portugal werde es Griechenland und Irland in ihrem Ersuchen um Finanzhilfen durch die Eurozone gleichtun müssen, insbesondere nachdem portugiesische Staatsanleihen Anfang Januar einen neuen Renditenhöchststand in der Eurozone erreichten. Die Regierung um Premierminister José Sócrates wies dies immer wieder zurück. Am 27. Januar überstieg die Rendite auf 10-jährige Anleihen die häufig als Nachhaltigkeitsgrenze gewertete Sieben-Prozent-Marke. Nachdem sich die Entwicklung fortgesetzt hatte, nahm die Europäische Zentralbank am 10. Februar, nach wochenlanger Abstinenz, ihre Anleihenkäufe wieder auf und griff durch Ankäufe in den Markt für portugiesische Staatspapiere ein. Um das Vertrauen in die eigene Zahlungsfähigkeit wieder zu stärken, offerierte die portugiesische Regierung am 16. Februar den Rückkauf ausstehender Anleihen; das Angebot wurde wie von der Regierung erhofft kaum wahrgenommen.
Unterdessen steuerte Portugal zunehmend einer Regierungskrise entgegen. Premierminister Sócrates kündete für den Fall, dass das Parlament einem neuen Sparmaßnahmenpaket der Regierung die Zustimmung versagen würde, seinen Rücktritt an. Auf die Abstimmungsniederlage der Regierung folgte am 23. März denn auch der Rücktritt des Premierministers, woraufhin die Risikoaufschläge wiederum einen europäischen Höchststand erreichten (Sócrates blieb bis zu den Neuwahlen Anfang Juni weiter im Amt). Standard & Poor’s senkte Portugals Bonitätsnote auf die letzte Stufe vor dem Abgleiten in den Ramsch-Status ab. Die EZB griff in diesem Klima Ende März abermals zu umfangreichen Ankäufen portugiesischer Anleihen.
Nachdem die Rendite auf zehnjährige Anleihen Anfang April im Gefolge einer erneuten Herabstufung durch Moody’s über die Zehn-Prozent-Marke hinaus angestiegen war, verkündete der portugiesische Finanzminister Fernando Teixeira am 6. April, dass es „notwendig“ sei, auf die „in der Europäischen Union verfügbaren Finanzierungsmechanismen“ zurückzugreifen. Die Verhandlungen hierüber mit Vertretern der Europäischen Kommission, der EZB und dem IWF begannen am 18. April und kulminierten Anfang Mai in einer Einigung über ein Hilfspaket im Umfang von 78 Mrd. Euro. Es sah unter anderem für Arbeitnehmer im öffentlichen Dienst einen Verzicht auf Lohnerhöhungen bis 2013 vor, außerdem eine Sondersteuer auf Pensionsansprüche über monatlich 1.500 Euro sowie eine Beschränkung der Auszahlung von Arbeitslosenunterstützung auf 18 Monate. 12 der 78 Milliarden waren für die Rekapitalisierung des Bankensystems vorgesehen. Portugal verpflichtete sich, bis 2013 wieder zu einem Defizit in Höhe von maximal drei Prozent des Bruttoinlandsprodukts zurückzukehren und konnte dies erstmals 2016 erreichen.

#### Weitere Entwicklung
Nachdem sich abgezeichnet hatte, dass Portugal die für 2011 geplante Reduktion des Haushaltsdefizits auf 5,9 % erreichen würde, entspannte sich die finanzpolitische Lage des Landes deutlich.
Im Mai 2013 platzierte Portugal (erstmals seit dem Frühjahr 2011, als die Troika das 78 Milliarden Euro schwere Hilfspaket für Portugal schnürte) erfolgreich zehnjährige Staatsanleihen. Die Initiative zur Kürzung von Renten und Gehältern im öffentlichen Dienst wurde vom Verfassungsgericht für verfassungswidrig erklärt. Bald darauf wurde bekannt, dass das Haushaltsdefizit im ersten Quartal 10,7 Prozent betrug. Die Aussichten, das Jahresdefizit 2013 wie geplant auf 5,5 Prozent zu drosseln, schwanden. Mitte 2013 begann eine Regierungskrise in Portugal: Erst reichte Finanzminister Vítor Gaspar ein Rücktrittsgesuch ein, dann Außenminister Paulo Portas. Premierminister war Pedro Passos Coelho. Im zweiten Quartal 2013 wuchs das Bruttoinlandsprodukt um 1,1 Prozent (so stark wie sonst nirgends im Euroraum). Zudem gelang es Portugal, die Wettbewerbsfähigkeit zu erhöhen und das chronische Defizit in der Leistungsbilanz innerhalb von zwei Jahren zu überwinden. Trotzdem stiegen die Zinsen für zehnjährige portugiesische Staatsanleihen wegen der politischen Krise von 5,23 Prozent im Mai auf über sieben Prozent im September. Vor dem Sommer konnte das Land noch fünf- und zehnjährige Anleihen ausgeben; seit einer Regierungskrise im Juni war es kurzzeitig wieder vom Markt ausgeschlossen. Das dreijährige Rettungsprogramm für Portugal endete im Mai 2014.
Das Haushaltsdefizit sank 2014 auf noch 4,5 % des BIP, und im Juni 2015 vergütete Portugal zehnjährige Staatsanleihen mit einer Rendite in Höhe von 2,6 %.
Im Frühjahr 2017 konnte die sozialistische Regierung von Premierminister António Costa für das abgelaufene Jahr 2016 dann mit 2,1 % das niedrigste Haushaltsdefizit seit der Nelkenrevolution 1974 vermelden. Die Schulden lagen noch bei 130 % des Bruttoinlandsproduktes, jedoch mit weiter sinkender Tendenz. Die Renditen für zehnjährige Staatsanleihen stiegen dagegen weiter und lagen im März bei über 4 %.
Zudem konnte die Regierung abermals vorzeitig Schulden an den IWF zurückzahlen, von dem ein Drittel der Rettungskredite stammten. Damit hatte das Land im Frühjahr 2017 bereits die Hälfte der IWF-Gelder zurückgeführt.

### Spanien

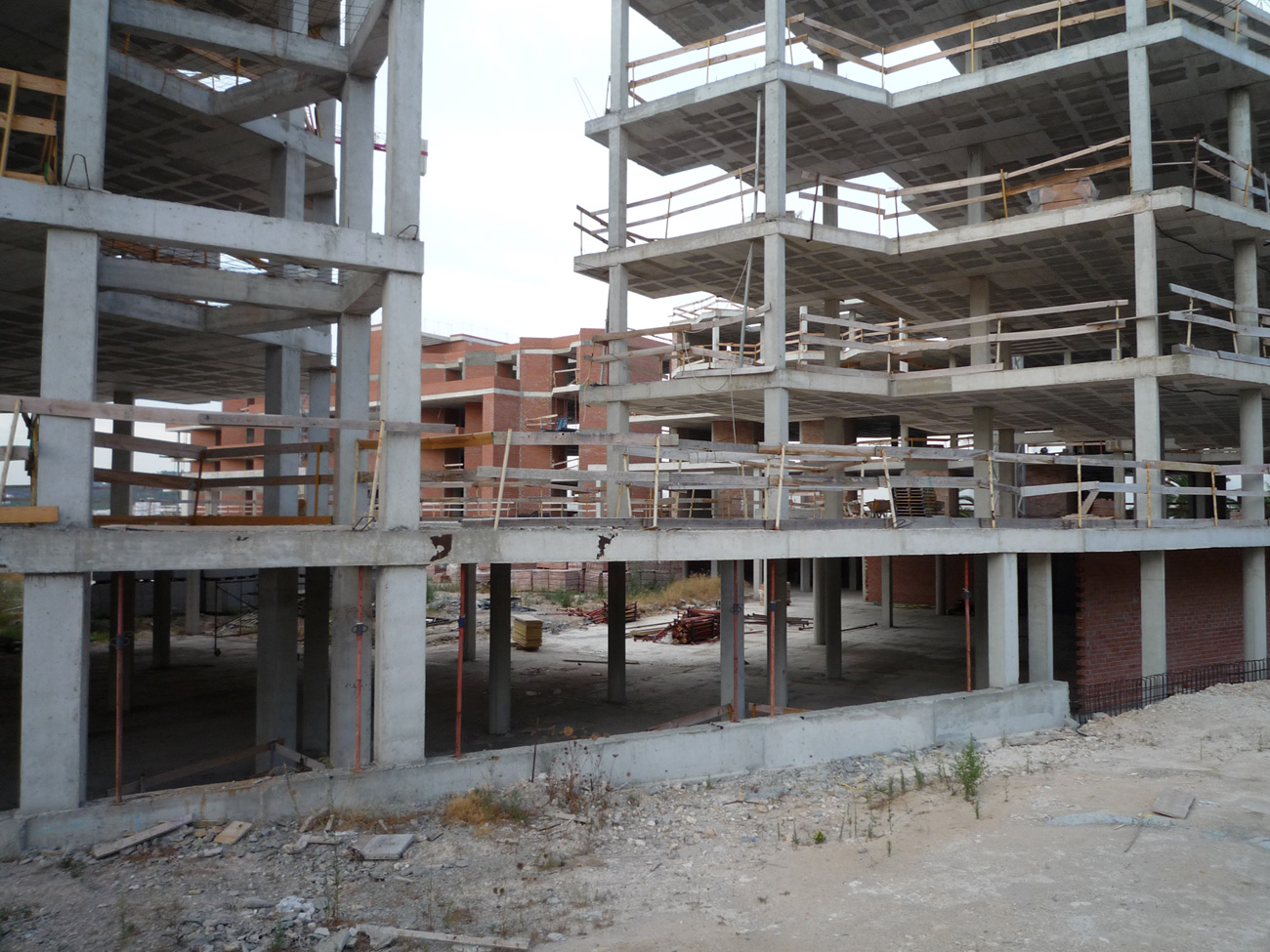
Investitionsruine auf Ibiza (Cala de Bou, Sant Josep)

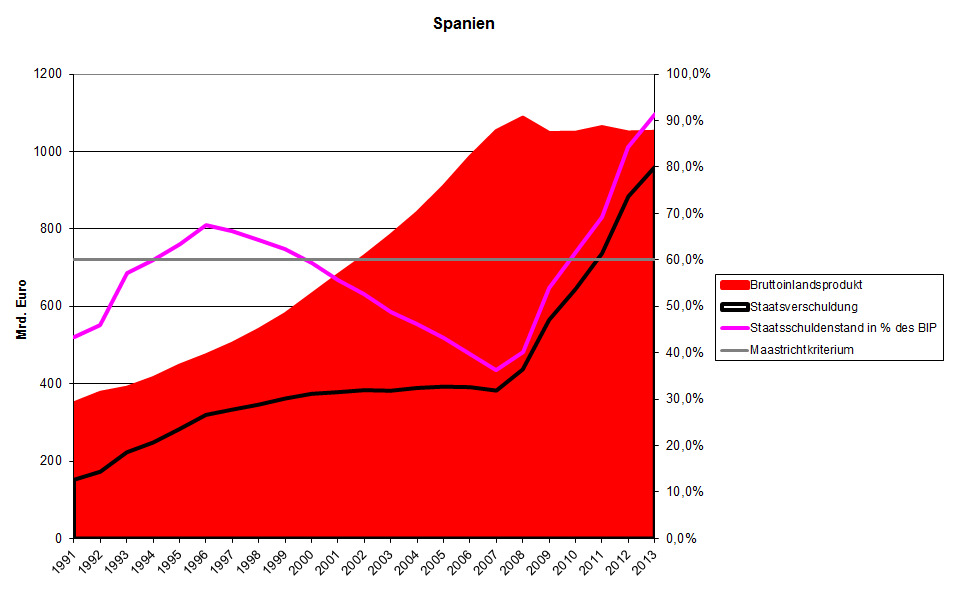
Bruttoinlandsprodukt und Staatsverschuldung in Spanien.

Spanien ist die viertgrößte Volkswirtschaft in der Eurozone (nach Deutschland, Frankreich und Italien) und war 2020 die sechzehngrößte der Welt, siehe Liste der Länder nach Bruttoinlandsprodukt.

#### Platzen der Immobilienblase
Zwischen 1996 und 2006 befand sich der spanische Immobilienmarkt in einer Expansionsphase mit stark steigenden Preisen. Diese Entwicklung ließ den Anteil des Bau- und Immobiliensektors bis auf rund 18 % des spanischen BIP (2007) anschwellen, und dieser Wirtschaftssektor war es auch, der maßgeblich zu dem über dem EU-Durchschnitt liegenden Wirtschaftswachstum beitrug. Es bildete sich allerdings eine sogenannte Immobilienblase.
Im Jahr 2007, zeitgleich mit dem Beginn der weltweiten Finanzkrise, platzte auch die spanische Immobilienblase. Die spanische Wirtschaft geriet in eine Rezession, die Arbeitslosigkeit stieg ab 2008, siehe Wirtschaft Spaniens#Wirtschaftskennzahlen.
Bis heute (2013) haben viele spanische Banken hohe Summen fauler Kredite in ihren Büchern. Im Mai 2012 schätzte der Internationale Bankenverband (IIF) deren Volumen auf bis zu 260 Milliarden Euro. „184 Milliarden Euro davon können sie laut IIF auftreiben – bleibt eine Lücke von 76 Milliarden Euro.“

#### Konjunkturprogramme
Die spanische Regierung beschloss ab Anfang 2008 mehrere umfangreiche Konjunkturprogramme. Damit wollte sie einem Konjunkturabschwung mit rasch ansteigender Arbeitslosigkeit entgegensteuern.
Im April 2008 startete die in den Parlamentswahlen vom 9. März 2008 wiedergewählte Regierung Zapatero ein Programm, das für 2008 und 2009 Konjunkturimpulse für die Wirtschaft in Höhe von insgesamt rund 18 Milliarden Euro vorsah. Das Programm umfasste unter anderem Steuerrückzahlungen an Geringverdiener und Rentner in Höhe von je 400 Euro. Der Mindestlohn sollte erhöht werden. Die Vermögensteuer sollte 2009 abgeschafft werden. Weitere Investitionen sollten für die Verbesserung der Infrastruktur und für den sozialen Wohnungsbau getätigt werden.
Im August 2008 verabschiedete die spanische Regierung ein weiteres Konjunkturpaket, das für 2009 und 2010 Ausgaben von 20 Milliarden Euro vorsah. Das Geld sollte in den sozialen Wohnungsbau fließen sowie mittleren und kleinen Unternehmen aus Liquiditätsengpässen helfen. Am 3. November 2008 wurde für Rentner, Arbeitslose und Selbstständige ohne Einkünfte ein zweijähriger Aufschub für 50 % ihrer Hypothekenzahlungen dekretiert.
Ende November 2008 wurde ein neuerliches Konjunkturpaket von 11 Milliarden Euro, das unter anderem öffentliche Aufträge in Höhe von 8 Milliarden Euro vorsah, aufgelegt. Durch Förderung von Infrastrukturprojekten und Förderung der Autoindustrie (800 Mio. Euro) sollten im Jahr 2009 bis zu 300.000 neue Stellen geschaffen werden. Dieses Konjunkturpaket war Teil des von der Europäischen Kommission angesichts der Auswirkungen der Finanzkrise in den USA auf die europäische Wirtschaft Ende November vorgeschlagenen und am 11./12. Dezember 2008 vom Europäischen Rat beschlossenen europaweiten Programms zur Ankurbelung der Konjunktur in Höhe von insgesamt rund 200 Milliarden Euro. Ende Dezember 2008 wurde zusätzlich eine Erhöhung der Renten um 2,4 bis 7,2 %, sowie eine Erhöhung des gesetzlichen Mindestlohns um 4 % auf 624 Euro (bei 14 Monatsgehältern) dekretiert.
Am 12. Januar 2009 stellte die Regierung Zapatero schließlich den „Plan E“ (Plan Español para el Estímulo de la Economía y el Empleo – Spanischer Plan zur Anregung der Wirtschaft und der Beschäftigung) vor. „Plan E“ bündelte über 80 zum Teil schon vorher für 2008/2009 geplante Einzelmaßnahmen im Gesamtwert von über 70 Milliarden Euro. Nach Angaben der EU stellte die Gesamtheit der Projekte das größte Konjunkturprogramm innerhalb der EU dar.
All diese Programme beseitigten nicht die strukturellen Probleme der spanischen Wirtschaft; sie verhinderten eine Zeitlang, dass die Arbeitslosigkeit noch dramatischer anstieg.
Die vermehrten staatlichen Ausgaben für die verschiedenen Stabilisierungsprogramme bei gleichzeitig zunehmender Inanspruchnahme von Sozialleistungen führten zu einer Vergrößerung des Haushaltsdefizits und erhöhten die Staatsschulden. Die Regierung sah sich gezwungen, neue Kredite in Höhe von über 220 Milliarden Euro aufzunehmen. Die EU-Kommission leitete auf Grund dieser Entwicklung ein Defizitverfahren gegen Spanien ein.

#### Einsparungen/Kürzungen
Im Juni 2009 kündigte die spanische Wirtschafts- und Finanzministerin Elena Salgado einschneidende Kürzungen für die Staatsausgaben 2010 an. Im September 2009 wurden die ersten konkreten Maßnahmen, die man ergreifen wollte, bekannt gegeben.
Insgesamt sollte der Staat 11 Milliarden Mehreinnahmen durch Erhöhung der Mehrwertsteuer und der Kapitalertragsteuer haben. Zudem sollten im Staatshaushalt die Ausgaben – verglichen zu 2009 – um 3,9 % gekürzt werden.
Ende Januar 2010 legte Madrid ein beispielloses Austeritätsprogramm für die kommenden drei Jahre vor.
Mit Haushaltskürzungen von 50 Mrd. Euro und Steuererhöhungen sollte das Budgetdefizit Spaniens, das zuletzt bei 11,2 % des BIP lag, noch 2010 auf 9,3 % und 2011 auf 6 % gesenkt werden. 2013 sollte dann der EU-Grenzwert von 3 % wieder eingehalten werden.
Im Mai 2010 – nachdem die Länder der Eurozone eine Staatspleite Griechenlands abgewendet hatten – kündigte die Regierung weitere Kürzungen von 15 Milliarden Euro bis 2011 an. Am 27. Mai 2010 wurde dieses neuerliche Ausgabenkürzungspaket mit schmaler Mehrheit (1 Stimme) vom spanischen Parlament verabschiedet.
Die Kürzungen und Einsparungen im Einzelnen: Die staatlichen Investitionen sollen 2010 und 2011 um gut 6 Milliarden gekürzt werden. Die Minister sollen eine um 15 Prozent niedrigere Entlohnung erhalten. Die Gehälter der Beschäftigten im öffentlichen Dienst sollen noch 2010 um 5 % gekürzt werden. 2011 sollen die Gehälter eingefroren werden. Im öffentlichen Dienst sollen 13.000 Stellen gestrichen werden. Die Geburtsprämie von jeweils 2500 Euro soll ab 2011 wegfallen. Die Renten sollen 2011 nicht erhöht werden (Nullrunde), mit Ausnahme der Mindestrenten. Die Frühverrentung soll erschwert werden. Im Gesundheitswesen sollen niedrigere Preise für Medikamente die Kosten reduzieren. Die Regionalregierungen sollen weitere 1,2 Milliarden Euro an Kürzungen beisteuern.
Am 20. November 2011 fanden in Spanien vorgezogene Neuwahlen statt. Ministerpräsident Zapatero – er war nach den Wahlen am 14. März 2004 ins Amt gekommen, war im März 2008 wiedergewählt worden – hatte am 29. Juli 2011 um vier Monate vorgezogene Neuwahlen angekündigt und mitgeteilt, nicht wieder für das Amt des Regierungspräsidenten zu kandidieren. Die konservative PP unter Mariano Rajoy gewann eine absolute Mehrheit im Parlament und bildete eine neue Regierung.
Anfang Juli 2012 räumten die europäischen Finanzminister Spanien eine größere Zeitspanne für die Verringerung der Neuverschuldung ein. Im Frühjahr war das Ziel für das spanische Haushaltsdefizit bereits von 4,4 auf 5,3 % bis Ende 2012 angehoben worden. Es wurde dann nochmals auf 6,3 % angehoben. Spanien sollte seine Neuverschuldung nicht mehr – wie ursprünglich avisiert – bereits 2013, sondern nun erst im Jahre 2014 unter die EU-Obergrenze von 3 % drücken. Begründet wurde der Aufschub mit der tiefen Rezession und den zahlreichen Reformmaßnahmen, die die Regierung bereits durchgesetzt habe.
Im August 2012 verschärfte Rajoy seinen Austeritätskurs (von 65 Milliarden Euro auf etwa 102 Milliarden Euro). Er reagierte damit vor allem auf die am Markt deutlich gestiegenen Zinsen, die Spanien bei Neuverschuldung zahlen musste.
Die EU forderte von Spanien seit Jahren eine Rentenreform. Im September 2013 plant die Regierung, die Renten nicht mehr automatisch mit der Inflationsrate steigen zu lassen. Dies sollte über zehn Jahren 30–33 Milliarden Euro einsparen.
Künftige Anhebungen sollten stattdessen an eine komplexe Formel gekoppelt werden. Erstmals einfließen sollten beispielsweise die Zahl der Pensionäre und die Finanzlage der Sozialkassen. Eine zeitweise erwogene schnellere Anhebung des Renteneintrittsalters von derzeit 65 auf dann 67 Jahre ließ Rajoy (Stand Mitte September 2013) fallen.

#### Arbeitsmarktreformen
Von Europäischer Kommission und IWF zu einer stärkeren Flexibilisierung der starren Arbeitsregelungen gedrängt, setzte die Minderheitsregierung Zapatero in diesem Bereich eine Reform durch.
Mit der Reform wurde der Kündigungsschutz gelockert, um so Anreize für mehr unbefristete Arbeitsverträge zu schaffen. In Spanien waren zu dieser Zeit etwa 25 % aller Arbeitsverhältnisse befristet; einer der höchsten Prozentwerte in der EU. Nach dem Vorbild des deutschen Systems der Kurzarbeit sieht das Gesetz die Möglichkeit vor, dass in wirtschaftlich schwierigen Zeiten Unternehmen die Arbeitszeit und analog die Entlohnung modifizieren dürfen. Firmen, die Jugendliche anstellen und ausbilden, sollen Steuervergünstigungen erhalten. Durch staatliche Zuschüsse zum Sozialversicherungsbeitrag sollen Unternehmen dazu animiert werden, insbesondere Langzeitarbeitslose und arbeitslose Jugendliche einzustellen.
Der IWF prognostizierte, Spanien werde sein erklärtes Ziel, das Budgetdefizit 2011 auf 6,0 % (2010: 9,2 %) des BIP zu senken, erreichen. Diese Prognose stellte sich nach Ablauf des Jahres als falsch heraus: Die Neuverschuldung des Staates habe 2011 8,51 % des Bruttoinlandsprodukts (BIP) betragen, teilte Finanzminister Cristóbal Montoro mit. Damit gilt das vorher bezifferte Ziel für 2012 – 4,4 % des BIP – als praktisch unerreichbar.
Am 14. Juni 2012 signalisierte der IWF in einem Statement („2012 Article IV Consultation with Spain Concluding Statement of IMF Mission“), dass er weiter sinkende Gehälter empfehlen würde.

#### Hilfen für marode Banken
Am 9. Juni 2012 sagten die Euro-Finanzminister in einer Telefonkonferenz der spanischen Regierung pauschal einen Kredit von maximal 100 Mrd. Euro für ihre Banken zu. Zu diesem Zeitpunkt stand der genaue Finanzbedarf der spanischen Banken noch nicht fest. Der rechtlich bindende Kreditvertrag soll bei einer (weiteren) Euro-Gruppen Sitzung am 20. Juli 2012 beschlossen werden. 30 Mrd. Euro könnten schon bis Ende Juli 2012 an den Fondo de Reestructuración Ordenada Bancaria (FROB) überwiesen werden. Spaniens marode Banken sollen erst dann die Möglichkeit erhalten, die in Aussicht gestellten Euro-Hilfen in Anspruch zu nehmen, nachdem sie umfangreiche Abschreibungen vorgenommen haben. U. a. sollen die Banken zunächst ihre Vorzugsaktien und nachrangige Papiere in vollem Umfang abschreiben. „Bevor staatliche Hilfen gewährt werden, werden Banken und ihre Aktionäre die Verluste hinnehmen und sicherstellen, dass die Verlustübernahme von Eigenkapital und Hybridkapital-Instrumenten in vollem Umfang erfolgt.“ Die spanischen Banken haben Schuldtitel im Wert von rund 670 Mrd. Euro im Portfolio, ein Großteil davon wurde an Kleinanleger ausgegeben. Der Deutsche Bundestag hat der Spanienhilfe am 19. Juli 2012 zugestimmt (PlenProt in Drs. 17/189).
Im August 2013 teilte die Zentralbank Spaniens mit, dass die faulen Kredite in den Bilanzen der spanischen Banken auf ein Rekordniveau gestiegen seien; der Anteil ausfallbedrohter Forderungen am gesamten Kreditvolumen erhöhte sich von 11,2 Prozent (Mai 2013) auf 11,6 Prozent im Juni 2013. Dieser Wert ist in Spanien der höchste seit Beginn der Erhebungen. Offenbar ist die Wirkung der Schaffung einer staatlichen „Bad Bank“ (sie heißt SAREB = Sociedad de Gestión de Activos de la Reestructuración Bancaria) weitgehend verpufft.

#### Hilfen in vier Tranchen
Die bis zu 100 Milliarden Euro umfassenden Notkredite für marode spanische Banken sollten in vier Tranchen aufgesplittet und zwischen Juli 2012 und Juni 2013 an den FROB ausgezahlt werden, zudem durch einen Extra-Puffer für eine Bad Bank ergänzt. Das geht aus einem Dokument der EFSF hervor, das am 9. Juli 2012 bekannt (öffentlich gemacht) wurde. Ende Juli 2012 sollte die erste Tranche über 30 Milliarden Euro gezahlt werden. Zwei Drittel davon sollten maroden Kreditinstituten für Eigenkapitalspritzen zur Verfügung gestellt werden. Zum Beispiel erhielt Bankia am 3. September 2012 4,5 Milliarden Euro. Die Bank hatte im ersten Halbjahr 2012 Verluste von 4,45 Milliarden Euro ausgewiesen. Die restlichen 10 Milliarden Euro sollen als „langfristiger Sicherheitspuffer“ dienen.
Die zweite Rate sollte 45 Milliarden Euro umfassen und nach Abschluss der Bankenstresstests Mitte November 2012 überwiesen werden. Die dritte Rate sollte Ende Dezember 2012 fließen, um Banken zu stützen, die den Stresstest nicht bestanden haben. Die letzte Auszahlung sollte im Juni 2013 erfolgen und an Institute gehen, die bis dahin immer noch keine ausreichende Eigenkapitalbasis aufgebaut haben. Für Ende November war des Weiteren die Gründung einer Bad Bank für „Schrottpapiere“ geplant. Diese Institution (Asset Management Company – AMC) sollte mit 25 Milliarden Euro ausgestattet werden.
All diese Hilfen sollten nicht auf die Staatsschuld des Landes angerechnet werden, damit „Spanien weiter Zugang zum Finanzmarkt hat“. Sobald der ESM funktionsfähig wäre, sollten die Kredite von der EFSF in den ESM überführt werden.
Am 22. Oktober 2012 teilte Eurostat mit, dass sich Spanien 2011 in Höhe von 100,4 Milliarden Euro (9,4 % des BIP) zusätzlich verschuldete. In einer ersten Berechnung im April hatten die Statistiker 91,3 Milliarden Euro (8,5 %) geschätzt.

### Republik Zypern
| Datum         | Fitch | S&P  | Moody’s | Quelle  |
| ------------- | ----- | ---- | ------- | ------- |
| 24. Feb. 2011 |       |      | A2      | [ 326 ] |
| 30. März 2011 |       | A–   |         | [ 327 ] |
| 31. Mai 2011  | A−    |      |         | [ 328 ] |
| 27. Juli 2011 |       |      | Baa1    | [ 326 ] |
| 29. Juli 2011 |       | BBB+ |         | [ 327 ] |
| 10. Aug. 2011 | BBB   |      |         | [ 328 ] |
| 27. Okt. 2011 |       | BBB  |         | [ 327 ] |
| 4. Nov. 2011  |       |      | Baa3    | [ 326 ] |
| 13. Jan. 2012 |       | BB+  |         | [ 327 ] |
| 27. Jan. 2012 | BBB−  |      |         | [ 328 ] |
| 13. März 2012 |       |      | Ba1     | [ 326 ] |
| 13. Juni 2012 |       |      | Ba3     | [ 326 ] |
| 25. Juni 2012 | BB+   |      |         | [ 328 ] |
| 1. Aug. 2012  |       | BB   |         | [ 327 ] |
| 8. Okt. 2012  |       |      | B3      | [ 326 ] |
| 17. Okt. 2012 |       | B    |         | [ 327 ] |
| 21. Nov. 2012 | BB–   |      |         | [ 328 ] |
| 20. Dez. 2012 |       | CCC+ |         | [ 327 ] |
| 10. Jan. 2013 |       |      | Caa3    | [ 326 ] |
| 28. Jan. 2013 | B     |      |         | [ 328 ] |
| 21. März 2013 |       | CCC  |         |         |
| 3. Juni 2013  | CCC   |      |         | [ 328 ] |
| 28. Juni 2013 | RD    | SD   |         | [ 328 ] |
| 3. Juli 2013  |       | CCC+ |         |         |
| 5. Juli 2013  | CCC   |      |         | [ 328 ] |

#### Anfängliche Herabstufungen, Verflechtung mit Griechenland und Notkredite von Russland
Die zyprische Volkswirtschaft war insbesondere durch Verflechtungen mit dem griechischen Finanzsystem immer wieder von den dortigen Problemen betroffen. So senkte beispielsweise die Rating-Agentur Moody’s die Bonitätsnote des Landes bereits im Februar 2011 unter Verweis auf Zweifel an der internationalen Wettbewerbsfähigkeit sowie enge Verbindungen zyprischer Banken zu Griechenland um zwei Stufen auf A2 herab. Fitch wiederum stufte die Bonität Mitte 2011 ebenfalls herab, insbesondere weil etwa ein Drittel der Vermögenswerte im zyprischen Bankensystem direkt mit dem griechischen Markt zusammenhinge; Standard & Poor’s tat es dem mehrfach gleich. Eine schwere Explosion auf einem Militärstützpunkt, bei der das größte Elektrizitätswerk des Landes zerstört wurde, hatte im Juli 2011 nicht nur erhebliche, sich für abermalige Abwertungen verantwortlich zeichnende, realwirtschaftliche Schäden zur Folge, sondern stürzte die Republik Zypern auch in eine politische Krise, in deren Folge die gesamte Regierung auf Ersuchen des Staatschefs zurücktrat. Es kam so Mitte des Jahres zu einem sprunghaften Anstieg der Renditen bei zyprischen Staatsanleihen; nachdem die Renditen auf zehnjährige Staatstitel bis dahin bei knapp über 4 % gelegen hatten, erhöhten sie sich bis zum 2. August auf etwa 11,5 %, woraufhin mit der Bank of Cyprus die größte Bank des Landes davor warnte, die Republik Zypern werde bald den EFSF in Anspruch nehmen müssen.
Am 26. August 2011 beschloss das zyprische Parlament zur Stützung der Haushaltslage eine Gehaltskürzung von 3 % für Staatsangestellte sowie das Einfrieren der Gehälter für sich kurz vor der Verrentung befindliche Beschäftigte im öffentlichen Dienst. Anfang Oktober konnte das Finanzministerium die Zusage eines Kredites über 2,5 Mrd. Euro von Russland (zu einem moderaten Zins von 4,5 % p. a., Mitte 2013 auf 2,5 % p. a. reduziert) vermelden, der ab Dezember tranchiert ausgezahlt wurde. Unbeschadet dessen stuften mehrere Ratingagenturen die Republik Zypern im Lichte gestiegener Risiken durch griechische Staatstitel, einer weiterhin belasteten Haushaltslage in der Republik Zypern und einem anfälligen Bankensystem (siehe unten) weiter herab. Anfang Dezember 2011 wurde die Anhebung der Umsatzsteuer von 15 % auf 17 % beschlossen.

#### Inanspruchnahme der ELA ab April 2012 und Verhandlungen über direkte EU-Hilfen
Wenn auch Rettungspakete seitens der Europäischen Union bzw. der Euro-Gruppe zunächst ausblieben, stützte die Europäische Zentralbank (über die Nationalbank der Republik Zypern) das zyprische Bankensystem ab April 2012 im Rahmen der Emergency Liquidity Assistance (ELA) Schätzungen zufolge mit mehreren Milliarden Euro.
Am 25. Juni 2012 stellte die Republik Zypern, deren zehnjährige Anleihen unterdessen von allen drei großen Rating-Agenturen als „Ramsch“ (englisch junk) eingestuft wurden, als fünftes Land der Eurozone einen Antrag auf Hilfen aus den Euro-Krisenfonds. Das Gesuch erging einerseits vor dem Hintergrund der bestehenden Belastungen, war aber im Speziellen die Folge neuer Anforderungen an die Kernkapitalquote zyprischer Banken durch die Europäische Bankenaufsichtsbehörde (EBA), die für die Republik Zypern ab dem 30. Juni eine Quote von 9 % forderte; dadurch musste die zweitgrößten Bank des Landes, die Cyprus Popular Bank („Laiki“), rund 1,8 Milliarden Euro – knapp ein Zehntel des zyprischen Bruttoinlandsproduktes – aufbringen. Die anschließenden Verhandlungen über die Höhe der Hilfen sowie die damit verbundenen Bedingungen gestalteten sich indes schwierig, eine Einigung wurde erst im März 2013 erzielt (siehe übernächster Abschnitt). Die zyprische Regierung, die zunächst auch parallel in Verhandlungen mit Russland und China stand, lehnte die Sparvorschläge der Troika-Delegation aus Experten der EU-Kommission, der Europäischen Zentralbank und des Internationalen Währungsfonds immer wieder ab und stand mit dieser zudem im Dissens über die Ursachen der Probleme; darüber hinaus belasteten Bedenken in einigen europäischen Parlamenten die Gespräche, wonach eine mögliche Unterstützung auch den Inhabern russischer Schwarzgeldkonten zugutekäme.

#### Zweifel an der Tragfähigkeit des Bankensystems und Verbindungen zu Russland
Bereits zu Beginn der Refinanzierungsschwierigkeiten im Jahr 2011 wurde das zyprische Bankensystem immer wieder als nicht nachhaltig kritisiert. So überstieg beispielsweise das unter dem Schutzschirm der Einlagensicherung befindliche Einlagenvolumen das gesamte Bruttoinlandsprodukt des Landes um 20 %, was Zweifel an der Reliabilität der Zusagen nährte. Zudem ist das Bankensystem verglichen mit der Wirtschaftskraft des Landes unverhältnismäßig groß; nach Schätzungen von Standard & Poor’s aus Anlass einer Herabstufung im Jahr 2011 betrugen die Vermögenswerte der Banken das Acht- bis Neunfache des Bruttoinlandsproduktes.
Neben der bisher geringen Körperschaftsteuer in der Republik Zypern besteht zwischen Russland und der Republik Zypern ein Doppelbesteuerungsabkommen mit einer geringen Besteuerung von Kapitalerträgen aus den gegenseitigen Transaktionen. Dies ist auch Gegenstand breiter Spekulationen. Nach einem im deutschen Magazin Der Spiegel veröffentlichten geheimen Bericht des deutschen Bundesnachrichtendienstes (BND) aus dem Herbst 2012 sollen russische Staatsbürger über Einlagen von 26 Mrd. Euro in der Republik Zypern verfügen. Die Credit Suisse geht in einer Stellungnahme von März 2013 davon aus, dass von den 32 Mrd. Euro an Einlagen, die von Nicht-EU-Bürgern stammen, der größte Teil wohl von Russen gehalten werde; Moody’s schätzt den Umfang laut Medienberichten auf etwa 15 Mrd. Euro. Viele russische Geschäftsleute ziehen es seit Jahrzehnten vor, teilweise zur Umgehung politischer Unsicherheit in Russland, ihr Geld in der Republik Zypern anzulegen. Zahlen von Barclays. wonach etwa 42 % der zyprischen Einlagen auf Konten mit mehr als 500.000 Euro liegen, mögen diese Bedeutung unterstreichen.
Eine größere Rolle spielt die Republik Zypern aber nach Berichten für Investoren und Händler, die Transaktionen über die Republik Zypern tätigen, unter anderem, um von der sehr niedrigen – im Zuge der Krise jedoch teilweise erhöhten – Besteuerung von Kapitalerträgen und Dividendenzahlungen zu profitieren; laut Financial Times betrug das Volumen der Anlagegeschäfte zwischen Russland und der Republik Zypern im Jahr 2012 über 90 Mrd. Euro. Morgan Stanley geht laut New York Times davon aus, dass etwa ein Viertel der ausländischen Direktinvestitionen Russlands durch die Republik Zypern fließt. Darüber hinaus wird, nicht nur vom Bundesnachrichtendienst, davon ausgegangen, dass die Republik Zypern in vielen Fällen auch als Schauplatz von Geldwäsche fungiert.

#### Zuspitzung der Lage im März 2013 und Einigung zwischen Troika und zyprischer Regierung
Am 16. März 2013 (Samstag) einigten sich schließlich die Finanzminister der Eurozone mit den zyprischen Verhandlungsführern im Beisein des IWF auf ein Rettungspaket im Umfang von 10 Mrd. Euro. Das Volumen blieb damit deutlich hinter den zuvor vorherrschend geäußerten Erwartungen von rund 17 Mrd. Euro zurück. Nach dem Beschluss sollte Nikosia im Gegenzug für die bereitgestellten Mittel Bankkunden im Umfang von knapp 5,8 Mrd. Euro an den Kosten beteiligen; hierzu war eine einmalige „Stabilitätsabgabe“ vorgesehen, die auf Einlagen bis 100.000 Euro im Umfang von 6,75 %, darüber im Umfang von 9,9 % hätte erhoben werden sollen – im Gegenzug war vorgesehen, die Betroffenen mit Bankanteilen im selben Wert zu entschädigen. Um den großflächigen Abzug von Einlagen zu verhindern, sorgte die zyprische Regierung derweil zusammen mit der EZB dafür, dass keine größeren elektronischen Transaktionen mehr getätigt werden konnten. Nach Aussage des Präsidenten der Republik Zypern, Nikos Anastasiadis, erfolgte die zyprische Zustimmung im Angesicht der Androhung durch die EZB, die via ELA bereitgestellte Liquidität für die Cyprus Popular Bank nicht mehr weiter verfügbar zu machen; er erklärte, die Republik Zypern sei so vor die Wahl zwischen einem „katastrophalen Szenario des ungeordneten Staatsbankrotts oder einem Szenario des schmerzhaften aber kontrollierten Umgangs mit der Krise“ gestellt worden. Die Beteiligung von Bankkunden mit Einlagen von unter 100.000 Euro an den aufzubringenden 5,8 Milliarden war laut Darstellung mehrerer, sich auf Verhandlungsbeteiligte berufender Medien vornehmlich der Erwägung der zyprischen Regierung geschuldet, eine Belastung vermögenderer Einlagenkunden von über 10 % könnte zu einem umfassenden Kapitalabzug aus der Republik Zypern führen.
Das Parlament sollte der Vereinbarung planmäßig am darauffolgenden Montag (18. März) – einem Bankfeiertag – zustimmen. Während die Regierungsseite bereits Nachverhandlungen führte, lehnte das Parlament die leicht abgewandelte Vorlage (Konten mit unter 20.000 Euro sollten ausgenommen werden, was insgesamt nur rund 300 Mio. Euro ausmachte) in der Nacht auf Dienstag allerdings mit 36 Gegenstimmen bei 19 Enthaltungen ab; Fürstimmen gab es nicht. Kurz zuvor war bereits verkündet worden, dass die Banken bis einschließlich Donnerstag (21. März) geschlossen blieben; das Datum wurde später zunächst auf Dienstag (26. März), dann auf Donnerstag (28. März) hinaufgesetzt. Der EZB-Rat erhöhte den Druck am 21. März, indem er formal ankündigte, die ELA-Kreditlinien (deren genaues Ausmaß freilich weiterhin unbekannt ist) nur noch bis Montag, den 25. März, zu gewähren und eine Erneuerung ohne ein entsprechendes Restrukturierungsprogramm der Banken ausschloss. Das zyprische Parlament verabschiedete daraufhin am 22. März ein Maßnahmenpaket, das unter anderem dazu ermächtigt, die Cyprus Popular Bank zu restrukturieren, problematische Papiere in eine Bad Bank auszulagern und nichtgefährdete Konten der größten Bank des Landes, der Bank of Cyprus, zu übertragen; zudem ermächtigte es die Einrichtung neuer, erweiterter Kapitalkontrollen mit dem Ziel, Transaktionen zu unterbinden.
Eine Einigung zwischen der Republik Zypern und der Troika wurde am 25. März erzielt. Sie sieht vor, die Cyprus Popular Bank aufzulösen und dortige Einlagen von Zyprischen Staatsbürgern mit einem Volumen von mehr als 100.000 Euro – insgesamt 4,2 Mrd. Euro – zwangsweise und vollständig in eine abzuwickelnde Bad Bank auszulagern, sodass auch die Möglichkeit eines Komplettverlustes für diese Einleger besteht; Einlagen von unter 100.000 Euro werden unter der Vereinbarung, für die aus Sicht der Beteiligten wegen der Beschlüsse vom 22. März (siehe oben) keine eigene Zustimmung des Parlaments erforderlich ist, nicht herangezogen, sondern der Bank of Cyprus übertragen, die verkleinert, restrukturiert und rekapitalisiert werden soll. Einlagen in der Bank of Cyprus von über 100.000 Euro werden derweil eingefroren und später vermutlich an den Kosten beteiligt. Die ELA-Notkredite der Popular Bank im Umfang von schätzungsweise 9 Mrd. Euro gehen gleichfalls an die Bank of Cyprus über. Anders als unter dem früheren, vom Parlament abgelehnten Vorschlag sind damit einerseits nur Bankkunden mit größeren Einlagen betroffen, andererseits betreffen die Maßnahmen auch nicht alle Einleger, sondern nur diejenigen der beiden größten Institute des Landes. Hinzu kommt eine Beteiligung der Aktionäre und Gläubiger (junior und senior) an der Popular Bank, die zunächst vollständig herangezogen werden und erst später möglicherweise wieder aus der Konkursmasse heraus Geld zurückerhalten werden. Aufgrund der Vereinbarung annoncierte die EZB im Laufe des Tages, einer Verlängerung der ELA-Kredite durch die zypriotische Zentralbank nicht mehr im Wege zu stehen.

#### 10-Milliarden-Hilfspaket durch ESM und IWF Mitte 2013
Die Euro-Gruppe billigte Ende März und Mitte April 2013 (unter anschließender Zustimmung der befragten nationalen Parlamente) einen neuen Hilfskredit für die Republik Zypern; 9 Mrd. Euro werden der Republik Zypern darunter durch den Europäischen Stabilitätsmechanismus (ESM) in Tranchen gewährt; eine weitere Milliarde wird unter dem Plan vom Internationalen Währungsfonds beigesteuert (dieser besiegelte den Beschluss später durch Direktoriumsbeschluss). Die Republik Zypern hatte im Lichte dieses Hilfsprogramms bereits Anfang April die Beschränkungen des Kapitalverkehrs gelockert. Das zyprische Parlament stimmte dem Memorandum Ende April knapp zu; zuvor wurden auf zyprischer Seite weitere Einschnitte in die Gehälter im öffentlichen Dienst sowie eine Sondersteuer auf Immobilienbesitz beschlossen. Die EZB veranlasste der Schritt zur Revision des Beschlusses zur Nichtakzeptanz zyprischer Staatstitel als Sicherheiten. Ebenfalls Ende April wurde durch die zyprische Regierung eine Aufweichung der Kapitalverkehrskontrollen sowie deren weitgehende Aufhebung für ausländische Kunden nichtzypriotischer Banken in der Republik Zypern umgesetzt. Nachdem auf zyprischer Seite weitere im Rahmen des Moratoriums geforderte Maßnahmen (darunter die Erhöhung des Körperschaftssteuersatzes von 10 % auf 12,5 % sowie die Anhebung der Besteuerung von Zinserträgen von 15 % auf 30 %) implementiert wurden, erhielt die Republik Zypern am 13. Mai den ersten Teil der ersten Tranche (2 Mrd. Euro) durch den ESM.
Der Präsident der Republik Zypern, Nikos Anastasiadis wandte sich Mitte Juni in einem Brief an die Troika, in dem er die beschlossenen Maßnahmen und speziell die „ohne sorgfältige Vorbereitung“ durchgeführte Beteiligung von Bankgläubigern und unversicherten Einlegern heftig kritisierte. Des Weiteren suchte er um langfristige Liquiditätsunterstützung der Bank of Cyprus an, die weite Teile der Bilanz der abgewickelten Cyprus Popular Bank übernommen hatte (siehe oben). Er begründete die Notwendigkeit mit der dünnen Liquiditätsposition der Bank und ihrer Bedeutung für die positive Entwicklung der zyprischen Wirtschaft. Eine starke Bank of Cyprus sei obligatorisch für das Gelingen des Rettungsprogramms. Die Vorschläge stießen bei der Euro-Gruppe auf Ablehnung.

#### Klage von zyprischen Sparern gegen die EZB und die EU-Kommission
Sparer aus Zypern, die als Kunden der verstaatlichten Laiki-Bank und der Bank of Cyprus aufgrund der Zwangsabgabe einen Großteil ihres Vermögens verloren hatten, klagten im Jahr 2014 vor dem Europäischen Gerichtshof gegen die EZB und die EU-Kommission und forderten Schadensersatz. Im September 2016 lehnte der EuGH die Klage ab.

### Slowenien
Slowenien führte als erstes neues Mitgliedsland nach der EU-Erweiterung 2004 den Euro ein; er ersetzte am 1. Januar 2007 die bisherige Landeswährung Tolar.
Infolge der Finanzkrise ab 2007 schrumpfte die Wirtschaft 2009 um 7,9 %, eine anhaltende Rezession setzte allerdings nicht ein.
Sloweniens Banken sind größtenteils in staatlichem Eigentum; sie haben Kredite im Volumen von 7 Milliarden Euro ausgegeben. Das entspricht etwa einem Fünftel der Wirtschaftsleistung des Landes. Die drei größten Banken des Landes brauchen laut IWF 2013 rund 1 Milliarde Euro zur Rekapitalisierung. Notenbankpräsident Marko Kranjec empfahl der seit März 2013 amtierenden Regierung unter Führung von Alenka Bratušek, eine Bad Bank zu gründen, den Staatshaushalt zu sanieren sowie Banken und andere Firmen zu privatisieren. Infolge der Krise stieg die Staatsverschuldung von 22 % des Bruttoinlandsprodukts im Jahr 2008 auf 62,6 % im zweiten Quartal 2013.
Am 10. April 2013 konnte Slowenien nicht so viele neue Staatsanleihen platzieren wie geplant.
Eine Woche später platzierte das Land allerdings bei einer Auktion von 18-monatigen Anleihen mit 1,1 Milliarden Euro mehr als doppelt so viel wie geplant.
Die Rückzahlung der im Juni 2013 fälligen Kredite war damit gesichert.
Gleichwohl stufte die US-Ratingagentur Moody’s am 30. April 2013 die Kreditwürdigkeit Sloweniens auf „Ba1“, die erste Stufe des spekulativen Bereichs (Ramschniveau) herab.

## Diskussion um deutsche Lohnstückkosten
Bereits wenige Jahre nach Einführung des Euro wurden Stimmen laut, die darauf hinwiesen, dass ökonomische Probleme der südeuropäischen Staaten auch von der ökonomischen Entwicklung Deutschlands bedingt seien. Laut Heiner Flassbeck unterschreite Deutschland dauerhaft die von der Zielinflationsrate vorgegebene Entwicklung der Lohnstückkosten, da das Verhältnis von Reallöhnen und Produktivität in Deutschland sinke, was sich in einer Veränderung der Terms of Trade mit Partnerländern niederschlage. Da innerhalb des Euroraums jedoch kein Ausgleich durch eine Veränderung der Wechselkurse mehr bestehe, würden diejenigen Mitgliedsländer der Währungsunion, die bereits über eingeschränkte Wettbewerbsfähigkeit verfügten und deren Lohnstückkosten sich entsprechend der Zielinflation nach oben entwickelten, in ein hohes Außenhandelsdefizit und somit langfristig in ein Haushaltsdefizit gedrängt. In diesem Zusammenhang wurde den niedrigen Lohnsteigerungen in Deutschland und in diesem Zusammenhang auch den Maßnahmen zur Arbeitsmarktflexibilisierung eine Ursache an den ökonomischen Problemen im Euroraum zugeschrieben.
Der Präsident der Europäischen Kommission José Manuel Barroso wies die Vorwürfe, Deutschland habe wegen seiner Exportstärke die ökonomischen Probleme der EU verursacht, zurück, denn Deutschland sei seiner Ansicht nach Wachstumslokomotive gewesen. Verantwortlich für die makroökonomischen Ungleichgewichte in der Eurozone seien vielmehr die Länder, die über ihre Verhältnisse gelebt und die Haushaltsregeln des Stabilitätspaktes nicht respektiert hätten.
EU-Sozialkommissar László Andor forderte 2013 eine Abkehr vom deutschen Modell, sich auf Export zu konzentrieren und die Löhne moderat zu halten, um international zu konkurrieren. „Die Kommission rät Deutschland, die heimische Nachfrage durch höhere Löhne anzuregen und auf breiter Basis Mindestlöhne einzuführen.“ Der allgemeine gesetzliche Mindestlohn wurde in Deutschland durch das am 1. Januar 2015 in Kraft getretene Mindestlohngesetz eingeführt. Darüber hinaus gibt es in Deutschland seit jeher gesetzliche Mindestlöhne und Lohnuntergrenzen in den einzelnen Branchen.
Das arbeitgebernahe Institut der deutschen Wirtschaft widersprach der Darstellung, dass die Lohnstückkosten in Deutschland zu niedrig seien. Im internationalen Vergleich habe Deutschland mit die höchsten Lohnstückkosten und wichtige Mitbewerber wie die USA oder Japan produzierten sogar um ein Viertel günstiger. Zudem seien nicht nur die deutschen Ausfuhren auf Rekordniveau, sondern auch die Einfuhren – die Unternehmen in Deutschland bezögen viele Vorleistungen aus dem Ausland und kurbelten so dort die Nachfrage an.
Georg Erber wies darauf hin, dass die gestiegene Wettbewerbsfähigkeit Deutschlands aufgrund eines geringeren Lohnstückkostenanstiegs nicht zu einem überproportionalen Anstieg der Exporte Deutschlands in den Euro-Raum geführt hat. Stattdessen hätten Deutschlands Exporte gegenüber den Ländern außerhalb der Eurozone deutlich stärker zugenommen als innerhalb der Eurozone. Für die deutsche Wirtschaft sei nicht die preisliche Wettbewerbsfähigkeit als Wettbewerbsfaktor entscheidend, sondern die Spezialisierung auf Investitionsgüter und langlebige Konsumgüter (z. B. Automobile) sowie die hohen Qualitätsstandards und die Innovationsfähigkeit.
Diesem Argument entgegnet Heiner Flassbeck, dass nicht nur die direkten Handelsbeziehungen zwischen Deutschland und den anderen Euroländern ausschlaggebend seien, sondern auch sogenannte „Drittmarkteffekte“ eine große Rolle spielen.

### Monografien
- Stefan Hinsch, Wilhelm Langthaler: Europa zerbricht am Euro. Unter deutscher Vorherrschaft in die Krise. Promedia, Wien 2016, ISBN 978-3-85371-402-7, S. 208.
- Philip Arestis, Malcolm C. Sawyer (Hrsg.): The Euro Crisis. Palgrave Macmillan, Hampshire 2012, ISBN 978-0-230-36750-0.
- John Authers: Europe's Financial Crisis: A Short Guide to How the Euro Fell Into Crisis and the Consequences for the World. Financial Times Prentice Hall, Upper Saddle River 2012, ISBN 978-0-13-313371-4.
- William R. Cline, Guntram Wolff: Peterson: Resolving the European Debt Crisis (= Special Report. 21). Peterson Institute for International Economics, Chantilly 2011, ISBN 978-0-88132-642-0.
- Heiner Flassbeck: Zehn Mythen der Krise. Suhrkamp Verlag, Berlin 2012, ISBN 978-3-518-06220-3.
- Dominik Geppert: Ein Europa, das es nicht gibt – Die fatale Sprengkraft des Euro. Europa, Berlin 2013, ISBN 978-3-944305-18-9.
- Michael Heise: Emerging from the Euro Debt Crisis: Making the Single Currency Work. Springer, München 2013, ISBN 978-3-642-37526-2.
- Falk Illing: Die Euro-Krise: Analyse der Europäischen Strukturkrise. Springer VS, München 2013, ISBN 978-3-658-02451-2.
- Anastasios Karasavvoglou, Persefoni Polychronidou (Hrsg.): Economic Crisis in Europe and the Balkans: Problems and Prospects. Springer, München 2013, ISBN 978-3-319-00493-8.
- Finn Laursen: The EU and the Eurozone Crisis: Policy Challenges and Strategic Choices. Ashgate, Farnham 2013, ISBN 978-1-4094-5730-5.
- Matthew Lynn: Bust: Greece, the Euro and the Sovereign Debt Crisis. John Wiley & Sons, Hoboken 2010, ISBN 978-0-470-97611-1.
- Thomas Mayer, Brigitte Hilgner: Europas unvollendete Währung: Wie geht es weiter mit dem Euro? Wiley-VCH Verlag, Weinheim 2013, ISBN 978-3-527-50723-8.
- Jenny Preunkert, Georg Vobruba (Hg.), Krise und Integration. Gesellschaftsbildung in der Eurokrise, Springer VS, Wiesbaden 2015, ISBN 978-3-658-09230-6.

### Aufsätze
- Christoph Degenhart: Rechtsfragen der „Euro-Rettung“: Bundesverfassungsgericht, Grundgesetz und Recht der EU. In: Publicus – Der Online-Spiegel für das Öffentliche Recht. (2011), Heft 10, S. 5 ff.
- Walter Wittmann: Von der Finanzkrise zur Schuldenkrise. In: Review of Economics. Band 62, 2011, S. 1, S. 40–55.
- Jenny Preunkert, Georg Vobruba: Die Eurokrise. Konsequenzen der defizitären Institutionalisierung der gemeinsamen Währung. In: Klaus Kraemer, Sebastian Nessel (Hrsg.), Entfesselte Finanzmärkte. Campus Verlag, Frankfurt am Main, New York, S. 201–223.